# Ligne 2 du tramway de Nice
La ligne 2 du tramway de Nice, appelée T2, est une ligne de transport en commun en site propre du tramway de Nice exploitée par la régie Ligne d'Azur. Parcourant un tracé est / ouest, elle relie d’un côté le port et d’un autre côté le terminal 2 de l’aéroport de la commune de Nice.

## Historique
- 30 juin 2018 : mise en service entre Magnan et CADAM.
- 15 décembre 2018 : mise en service entre Grand Arénas et Aéroport Terminal 2[1].
- 28 juin 2019 : mise en service entre Magnan et Jean Médecin[2].
- 14 décembre 2019 : mise en service entre Jean Médecin et Port Lympia[3].
- 6 janvier 2025 : la branche reliant Grand Arénas au CADAM est détachée de la ligne 2 pour créer la ligne B.

### Naissance du projet
À la suite du succès de la ligne 1 du tramway, le maire de Nice, Jacques Peyrat, décide de créer une nouvelle ligne traversant la totalité de Nice d’est en ouest. Cette ligne permet de desservir tout le quartier ouest de la ville qui représente environ 200 000 personnes, de transporter plus de passagers (environ 105 000) qu’avec les bus (environ 70 000) ainsi que d’alléger le trafic routier.

### Premier projet
Créé par Jacques Peyrat entre fin 2007 et début 2008, le premier projet de la ligne devait être entièrement en surface pour relier le port à l’aéroport en utilisant les voies de transport en commun en site propre des bus. Arrivé à la fin de son mandat en mars 2008, l’élection de Christian Estrosi met un terme au projet.

### Second projet

#### Réalisation
Le 25 juin 2008, Christian Estrosi annonce que la ligne 2 sera construite sur la Promenade des Anglais, ce qui aurait permis de réduire les coûts et de construire la ligne plus rapidement dans la mesure où il n’y aurait eu que peu voire pas de travaux préparatoires à faire. Les rames devaient être alimentées par le sol afin d’éviter qu’une ligne aérienne de contact ne détériore le cadre.
Le projet de passage sur la Promenade, controversé, a finalement été abandonné. Le 9 octobre 2009, le maire de Nice a annoncé que la ligne 2 du tramway sera construite en centre-ville, abandonnant le tracé passant par la Promenade des Anglais,. Le nouveau projet prévoit que la ligne 2 sera longue de 8,6 km dont 3,6 km en tunnel. La ligne desservira en surface l’aéroport de Nice-Côte d’Azur, la future gare multimodale Saint-Augustin (correspondance avec la SNCF, le futur TGV et la future ligne 3 du tramway) puis passera par l’avenue René-Cassin, l’avenue de la Californie et la rue de France. À partir de l’intersection avec le boulevard François Grosso, le tracé deviendra souterrain avec les stations Alsace-Lorraine, Musiciens, Place Wilson (proche de la future nouvelle mairie de Nice), Garibaldi, Île de Beauté (port de Nice) et Place Arson. Le tracé retrouvera alors la surface jusqu'à son terminus, la gare SNCF de Nice-Riquier.
Le planning des travaux est alors estimé à une mise en service en 2016 :
- 2011 : travaux de prolongement de la ligne 1 vers l’hôpital Pasteur 2 ;
- 2013 :
  - percement du tunnel en centre-ville pour la ligne 2 ;
  - mise en service de la ligne 1 jusqu’à l’hôpital Pasteur 2 ;
  - travaux de la ligne 3 dans la plaine du Var ;
- 2015 : mise en service de la ligne 3 de l’aéroport à l’Allianz Riviera ;
- 2016 : mise en service de la ligne 2 de Saint-Augustin au port.

Plan de la ligne présenté en 2009.
Carte de la ligne présentée en 2009.

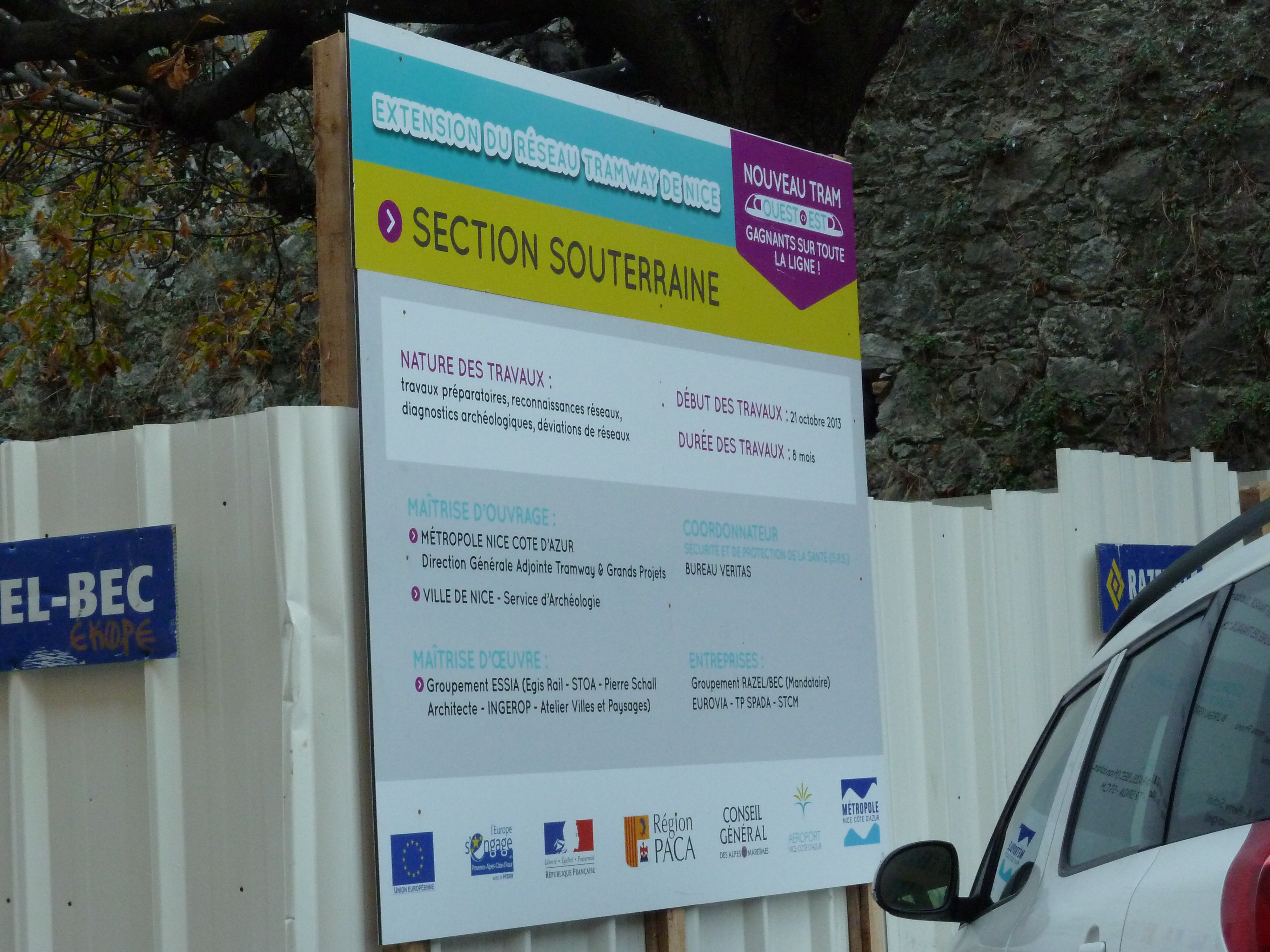
Informations sur les travaux.

C’est en juillet 2010 que la communauté urbaine Nice Côte d’Azur, qui est le maître d’ouvrage, attribue le marché de maîtrise d’œuvre, estimé à 47 millions d’euros, au groupe Essia (Egis Rail, STOA, Pierre Schall Architecte, Ingérop et Atelier Villes & Paysages) ainsi qu’aux entreprises Razel-Bec, Eurovia, TP Spada et STCM,.
En décembre 2010, Christian Estrosi modifie de nouveau le tracé de la ligne 2, stoppée à la place Île de Beauté, au port de Nice. En revanche, il n’a pas été décidé si le tramway allait s’arrêter en surface ou en souterrain. Christian Estrosi apporte alors une solution alternative en proposant l’arrêt en extérieur directement sur le quai Cassini. Le début des travaux est prévu pour 2013 et le coût total de la ligne est estimé à 758,7 millions d’euros (montant de 2009).

Plan de la ligne présenté en 2011.
Carte de la ligne présentée en 2011.

Des sondages géotechniques sont effectués en mai 2011 par Ginger CEBTP dans le but d’effectuer des mesures géophysiques et des diagraphies sismiques afin de déterminer le comportement dynamique des sols.
Après avoir mené pendant trois mois une enquête publique entre décembre 2011 et janvier 2012 puis la diffusion des résultats en mars,, des changements apparaissent sur la ligne,, :
- le quai Cassini pourrait accueillir le terminus à l’est au lieu que ce soit sur la place Île de Beauté en surface comme en souterrain ;
- une nouvelle station au niveau de l’église Sainte-Hélène est créée, le nombre de stations passe donc de dix-neuf à vingt ;
- un dédommagement pourrait être donné pour la perte de chiffre d’affaires des commerçants pendant toute la durée des travaux.

À la suite de cette enquête, le préfet des Alpes-Maritimes a donné son accord pour le lancement des travaux de la ligne. Cependant, certains problèmes peuvent apparaître sur le tronçon souterrain du fait de la nature géologique du sous-sol (un substrat mélangeant sable, galets et argile devenu friable par les nappes phréatiques) et du surcoût engendré,.

Plan de la ligne présenté en 2012.
Carte de la ligne présentée en 2012.

En 2013, la ligne est découpée en deux tronçons. La première partie doit être mise en service en 2017 mais uniquement entre les stations CADAM / Aéroport – Terminal 2 et Jean Médecin. La mise en service de la seconde partie entre les stations Jean Médecin et Île de Beauté, à savoir les deux stations souterraines Durandy et Garibaldi et du terminus situé sur le quai Cassini, doit être effective à partir de 2019,,,.
Le coût des travaux est estimé à 770,7 millions d’euros dont 758,7 millions défini en 2009 plus 12 millions à la suite des modifications apportées par l’enquête publique et est financé en partie par l’État (52,8 millions), le conseil général des Alpes-Maritimes (50 millions), le conseil régional de Provence-Alpes-Côte d’Azur (26 millions), les fonds européen de développement régional (3 millions) et la société aéroportuaire (entre 10,2 et 12,6 millions).
Le planning des travaux est défini en plusieurs étapes, :
- Juillet 2010 : sondages géotechniques ;
- Décembre 2011 – janvier 2012 : enquête publique ;
- Mi-2012 : travaux de diagnostics archéologiques ;
- Mi-2013 : travaux de terrassement des stations ;
- Mi-2014 : percement du tunnel en centre-ville ;
- 2015 : fin des travaux de surface au niveau des stations enterrées ;
- 2015 : début des travaux sur l’avenue de la Californie ;
- Fin 2017 : mise en service de la ligne entre CADAM / Aéroport – Terminal 2 et Jean Médecin ;
- 2019 : mise en service de la ligne entre Jean Médecin et Île de Beauté.

À l’ouest, les travaux commencent à la mi-2013 avec des déviations de réseaux et la démolition des bâtiments du marché d’intérêt national qui sera, à terme, transféré vers la plate-forme agroalimentaire de La Gaude dans le but de construire un pont ferroviaire sous la ligne de Marseille-Saint-Charles à Vintimille au croisement du boulevard René-Cassin et de l’avenue Lindbergh. À l’est, les travaux préparatoires sur la rue Catherine-Ségurane débutent le 21 octobre 2013, initialement prévus pour début 2013, avec la reconnaissance et la déviation des réseaux et les diagnostics archéologiques pour une durée de huit mois,.

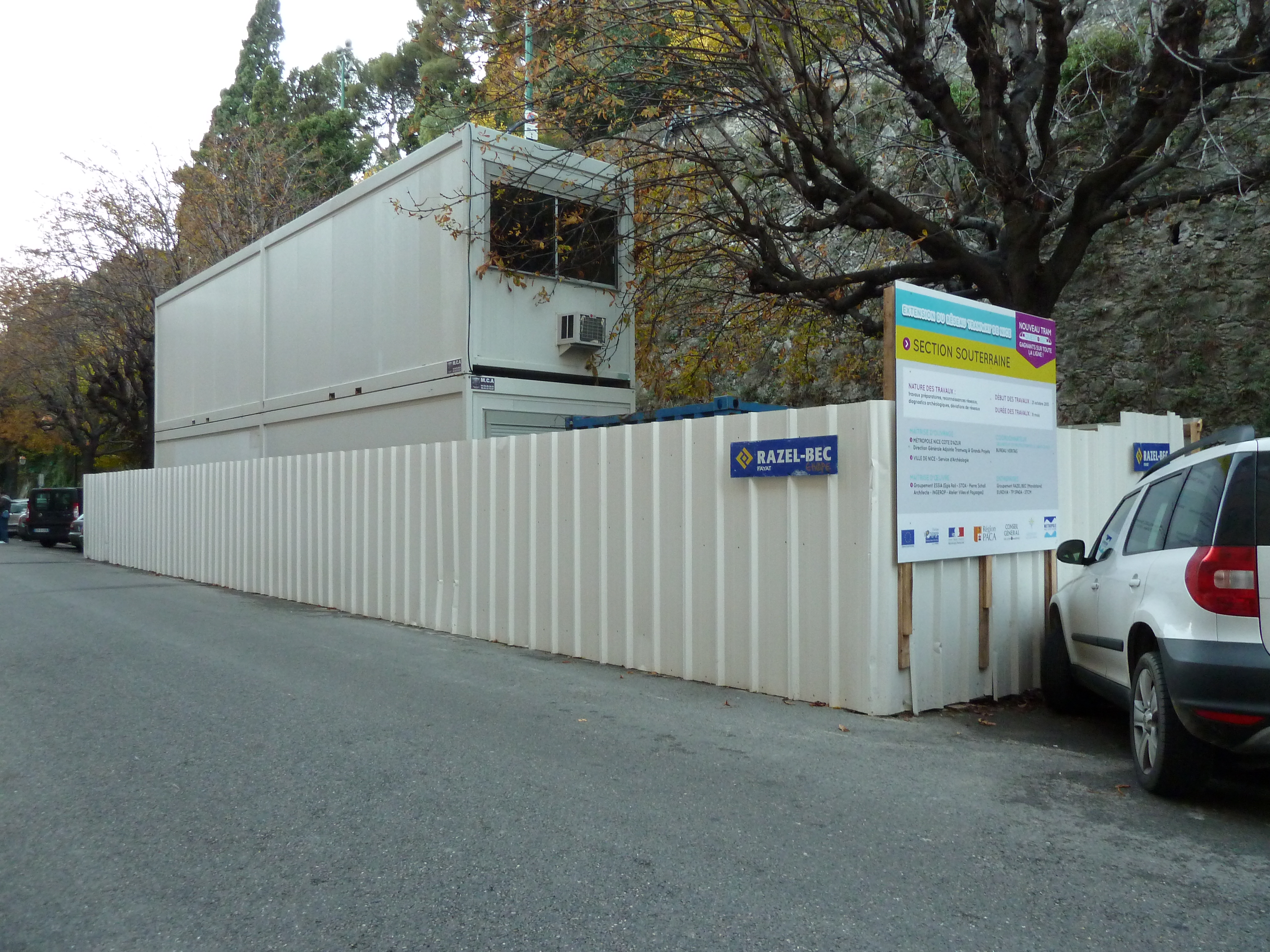
Rue Catherine-Ségurane en travaux.

Le marché du tunnel urbain, long de 3,2 km avec quatre stations enterrées et estimé à 270,9 millions d’euros, est attribué par la métropole Nice Côte d’Azur, maître d’ouvrage, le 7 novembre au groupement d’entreprises Thaumasia (Soletanche Bachy, CSM Bessac, Systra, Colas Midi Méditerranée, SNAF Routes et Garelli) piloté par Bouygues Travaux Publics,, alors en concurrence deux ans plus tôt avec Eiffage Travaux Publics, Pizzarotti et Ghella,.
Les travaux préparatoires (reconnaissances des réseaux et diagnostics archéologiques) au centre de Nice sur la rue de France débutent le 28 avril 2014 pour une durée de deux mois et demi.

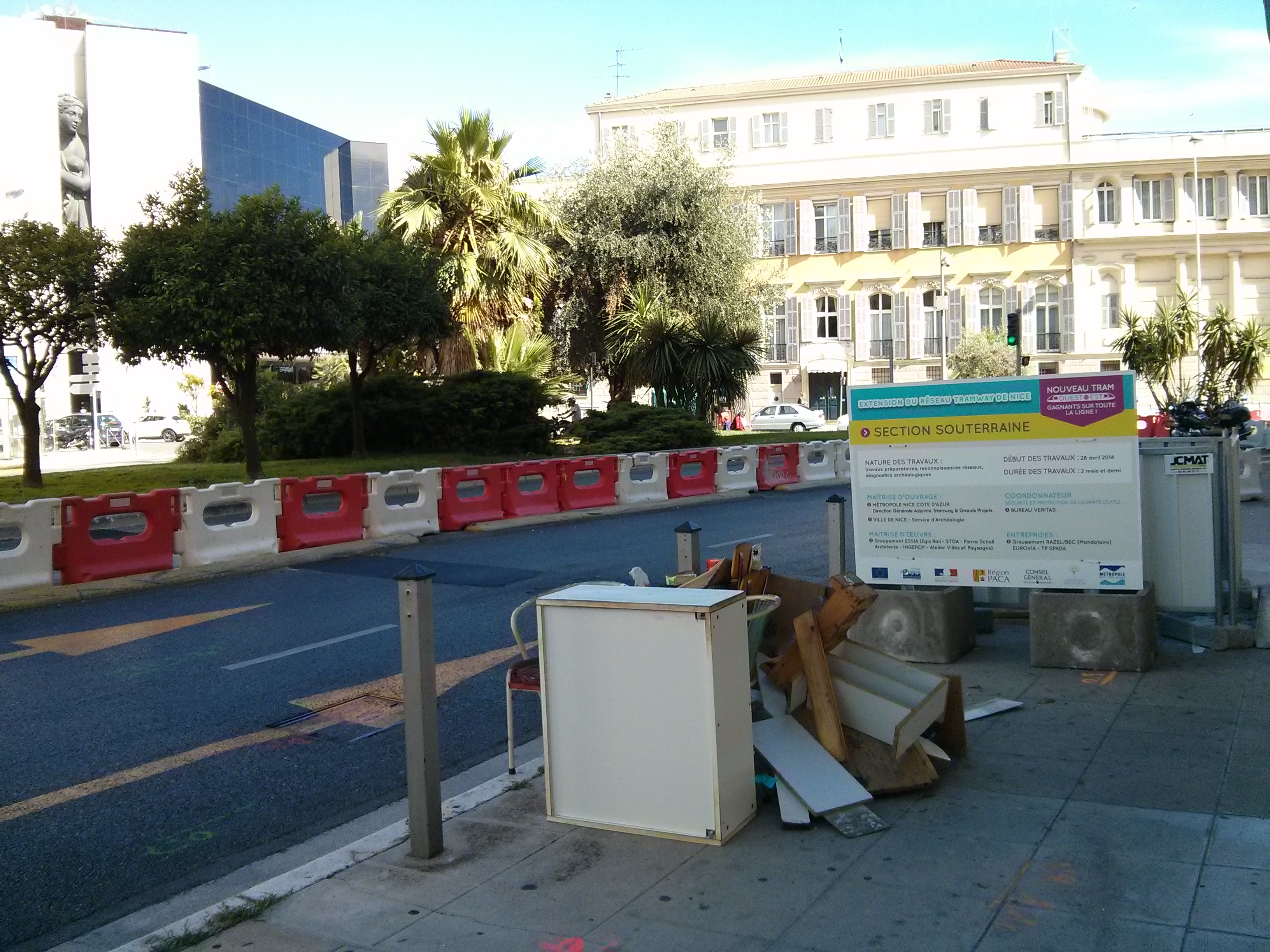
Rue de France en travaux.
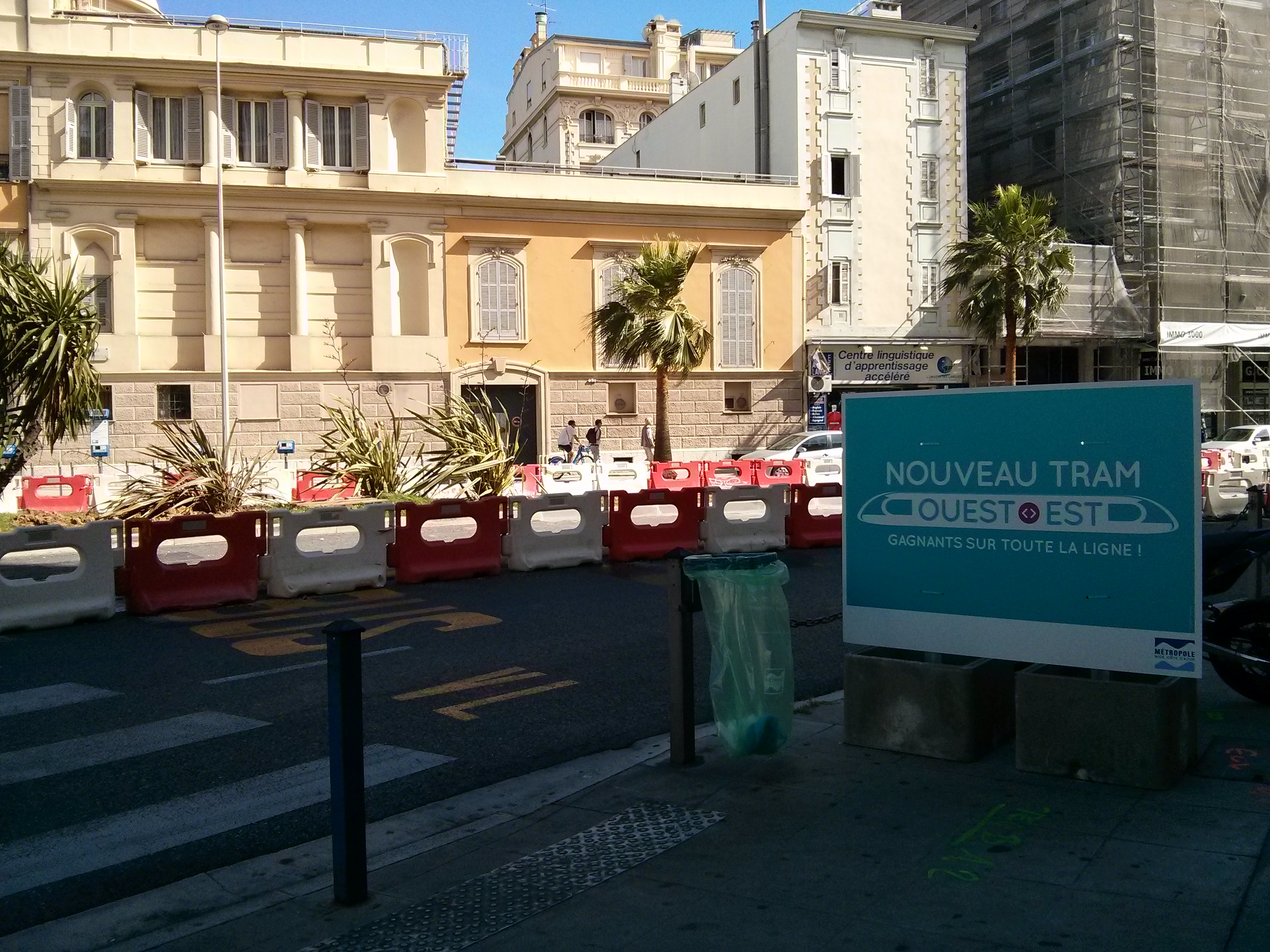
Rue de France en travaux.
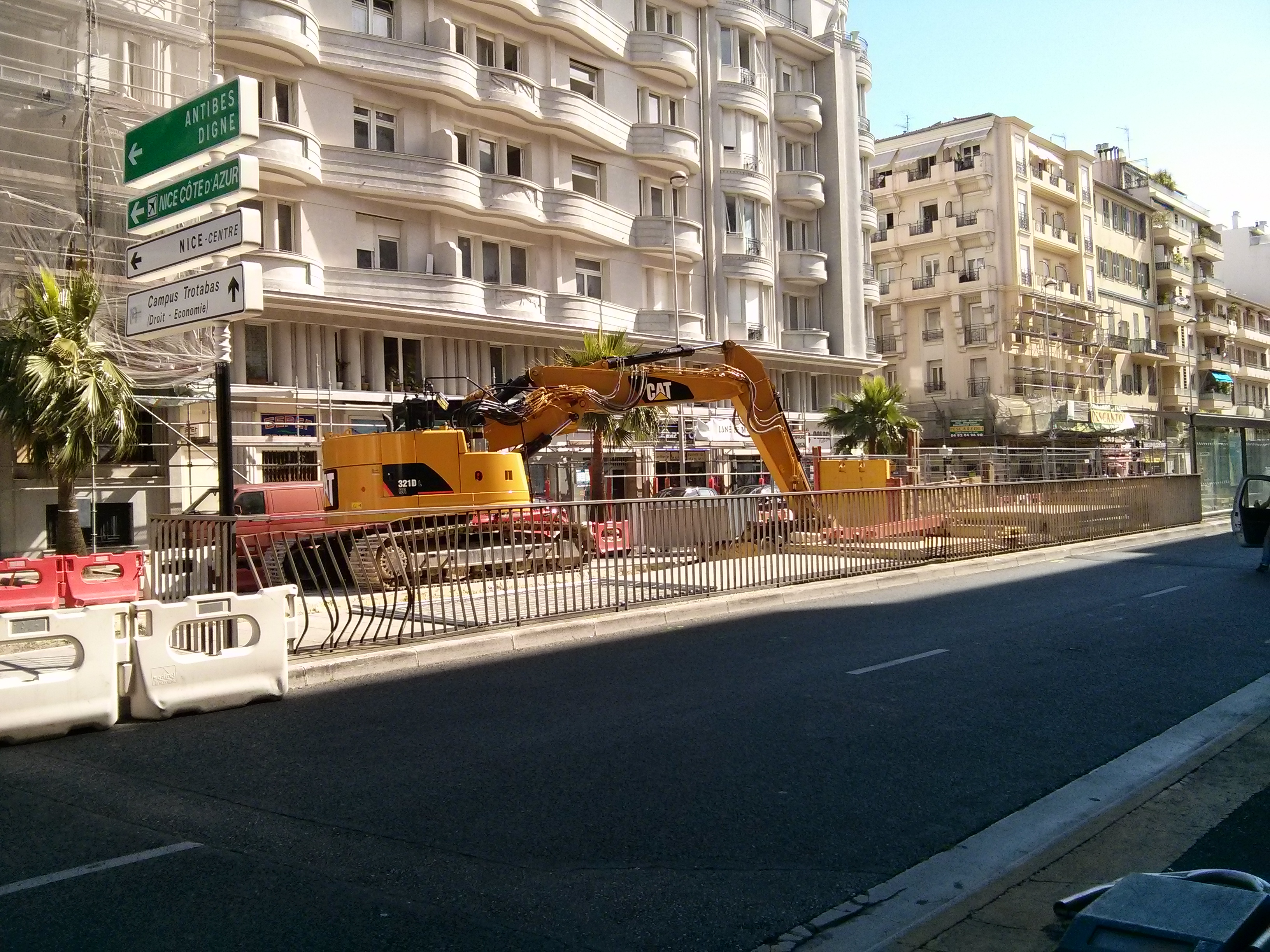
Rue de France en travaux.
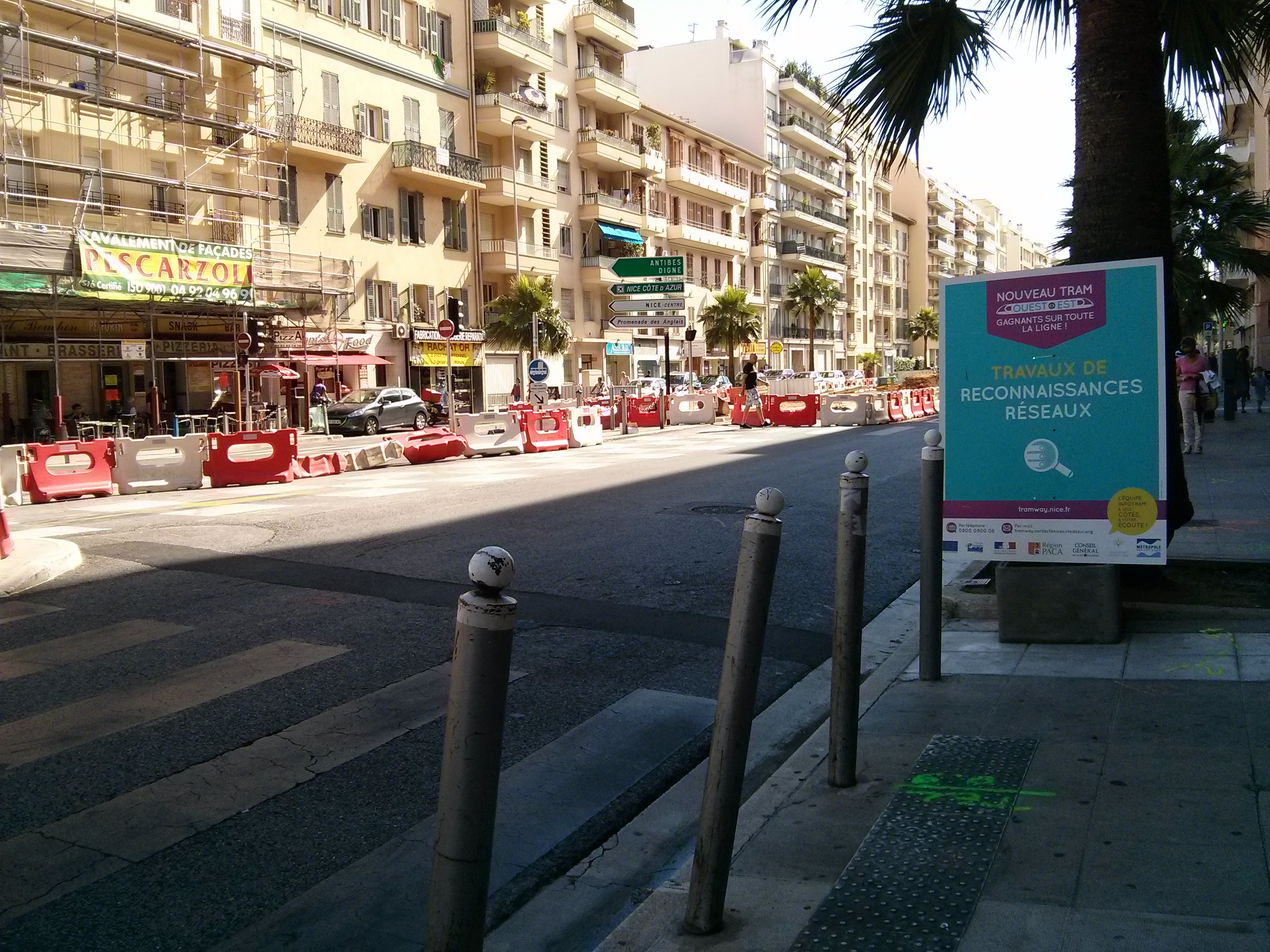
Rue de France en travaux.
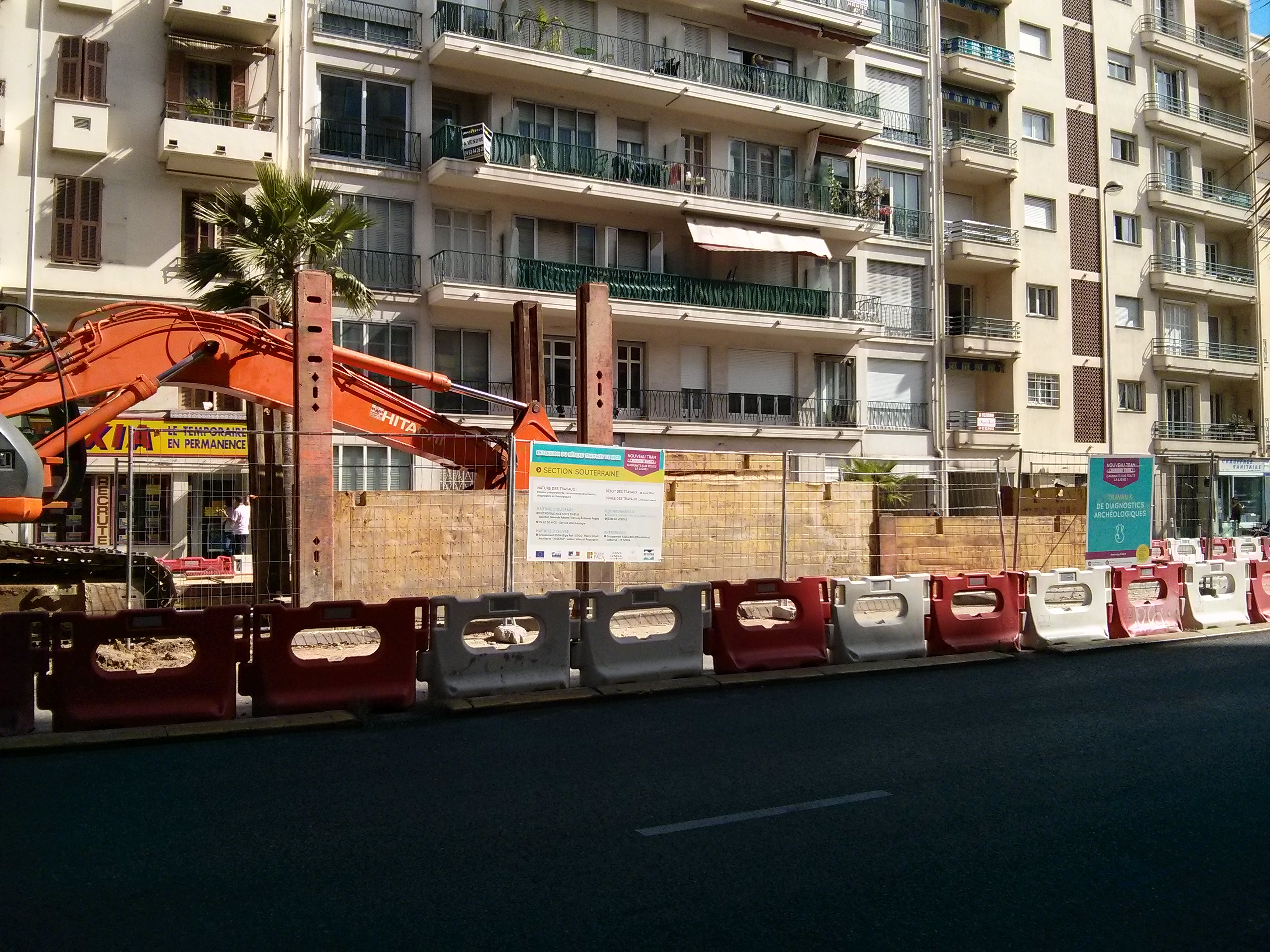
Rue de France en travaux.
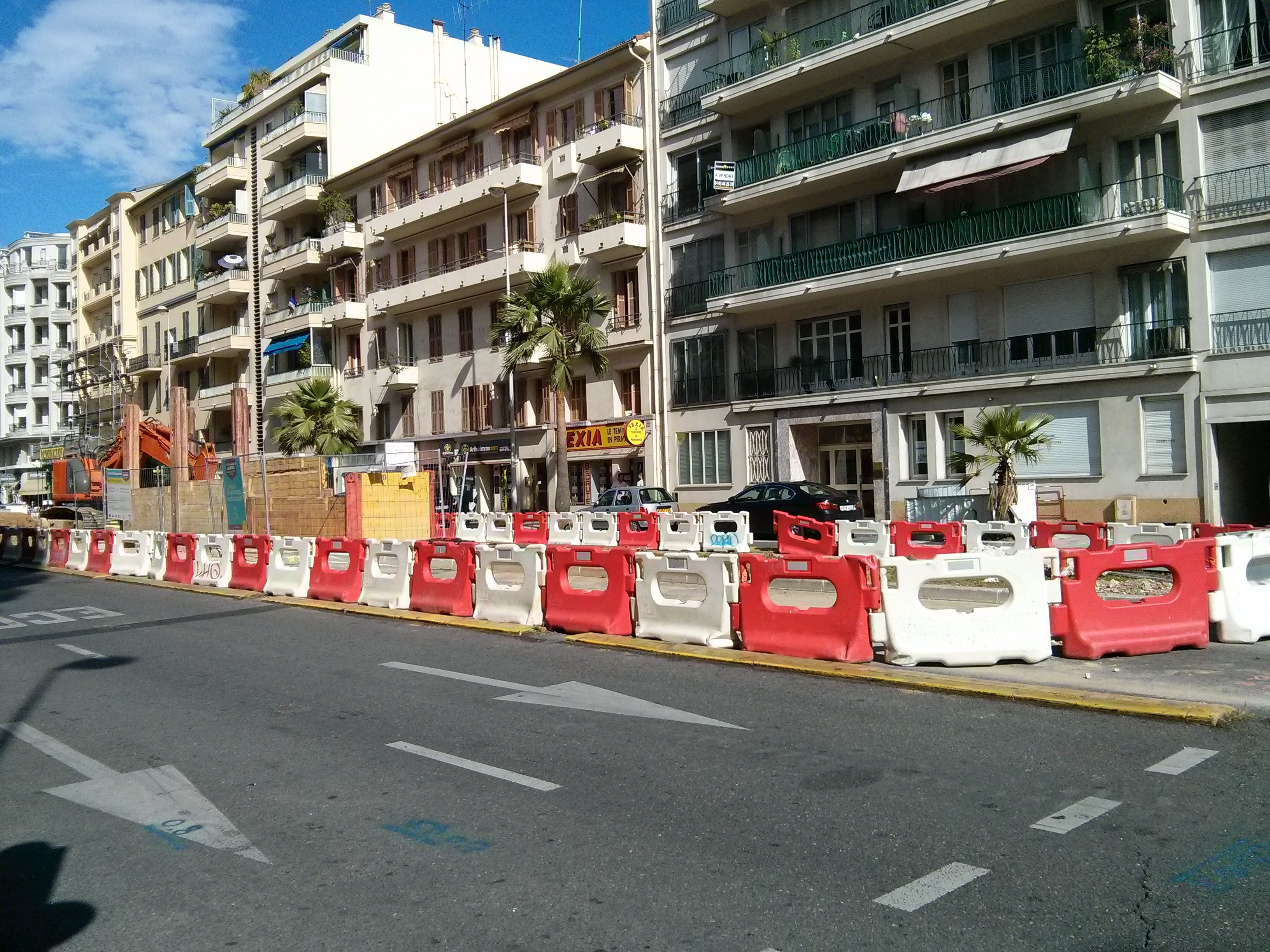
Rue de France en travaux.
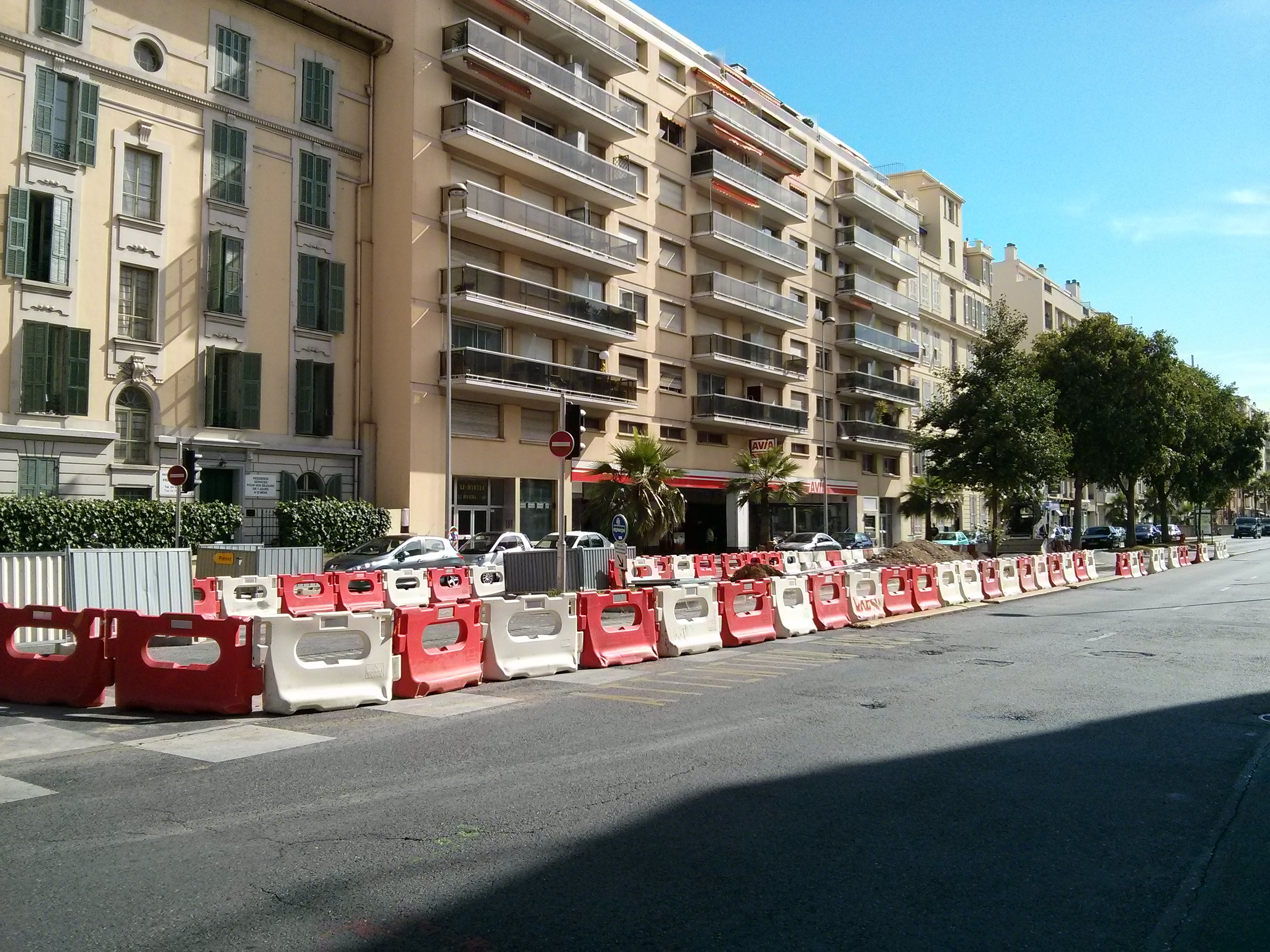
Rue de France en travaux.

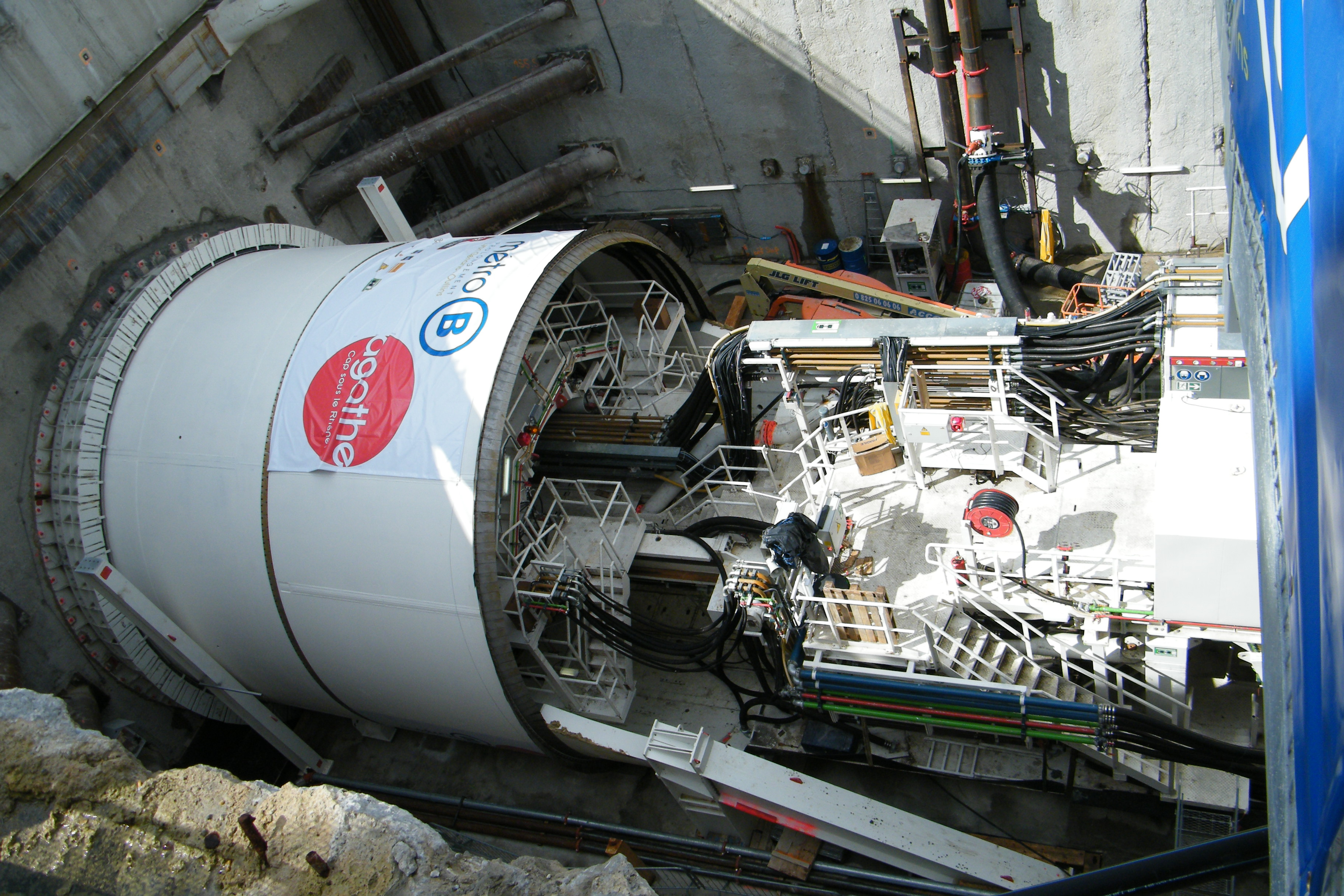
Tunnelier ayant servi pour la ligne B du métro de Lyon.

C’est à partir du 10 septembre 2014 que les travaux souterrains commencent,, l’objectif étant la construction d’un puits d’entrée pour le tunnelier de 9,5 m de diamètre et 70 m de longueur. C’est le même type d’outil ayant servi au métro de Lyon en 1984 pour la ligne D et en 2010 pour le prolongement de la ligne B. Les stations seront, quant à elles, faites en parois moulées.
Afin de réaliser cet ouvrage, les parois moulées sont excavées jusqu’à 28 m de profondeur dans lesquelles sont glissées des cages d’armature au moyen d’une grue puis remplies de béton. Le terrassement a lieu puis un premier lit de butons est fixé, la dalle de couverture est alors posée en laissant des ouvertures avec l’extérieur et en retirant les butons. Le terrassement continue sous la dalle en fixant un deuxième puis un troisième lit de butons. Une fois au fond du puits, un radier est coulé et tous les butons sont retirés. Dès lors, le tunnelier est descendu en pièce détachées et assemblé au fond du puits afin de commencer le creusement.
En octobre 2014, le planning est rallongé d’une année. Les travaux de construction du tunnelier ne commençant pas avant 2016, la mise en service est retardée d’une année et le premier tronçon de la ligne, de l’ouest jusqu’à Jean Médecin, ne devrait donc pas être mise en circulation avant 2018. Les fouilles archéologiques entreprises en même temps que les travaux ne devraient pas retarder le planning et devraient permettre de découvrir un mur de fortification, partant de la tour du Barri Vieil plus au nord, perpendiculaire à la ligne du tramway et traversant la rue de France. Du côté des caractéristiques techniques, le tramway devrait circuler à une vitesse de 30 km/h au niveau du port, 70 km/h en souterrain et enfin 50 km/h en surface jusqu’à l’ouest de la ville. L’alimentation électrique des sections en plein air doit se faire soit via des batteries embarquées soit via une alimentation par le sol.
Une enquête est lancée du 7 avril au 17 mai 2015 afin de déterminer les espèces d’arbres qui seront placés le long du tracé. Le résultat de l’enquête donne entre autres l’orme de Sibérie, le charme-houblon et l’aulne.
Le 25 janvier 2016, le tunnelier, mis en place sur la rue Catherine-Ségurane, est baptisée du nom de « Catherine » en référence à Catherine Ségurane. Le début du creusement commence à la mi-mars 2016 pour une durée de onze mois environ. Ses caractéristiques sont une moyenne d’avancement de 10 m/jour, un diamètre de creusement de 9,68 m, une profondeur moyenne de creusement de 25 m et un volume de déblais évacués par barge de 200 000 m3,.
Le financement du coût des travaux, initialement prévu en 2012 comme cité plus haut, est financé en partie par l’État (52,8 millions), le conseil général des Alpes-Maritimes (50 millions), le conseil régional de Provence-Alpes-Côte d’Azur (50 millions), les fonds européen de développement régional (3 millions), la ville de Nice (50 millions sous forme de fonds de concours à la métropole Nice Côte d’Azur par délibération du conseil municipal du 13 juin 2014), le commissariat général à l’investissement (4,69 millions via l’opération d’achat du matériel roulant et, plus particulièrement, sur la partie « optimisation énergétique liée au matériel roulant du tramway » dans le cadre de la seconde tranche de « Ville de demain » dans une lettre du 21 décembre 2015), la société aéroportuaire (entre 10,2 et 12,6 millions), la banque européenne d’investissement (250 millions via un contrat de financement signé le 21 novembre 2014) et la caisse des dépôts et consignations (250 millions via un contrat de prêt signé avec la métropole le 9 février 2015).
Le 31 août 2017, le chantier du tunnel se termine en ressortant sur la rue de France,.

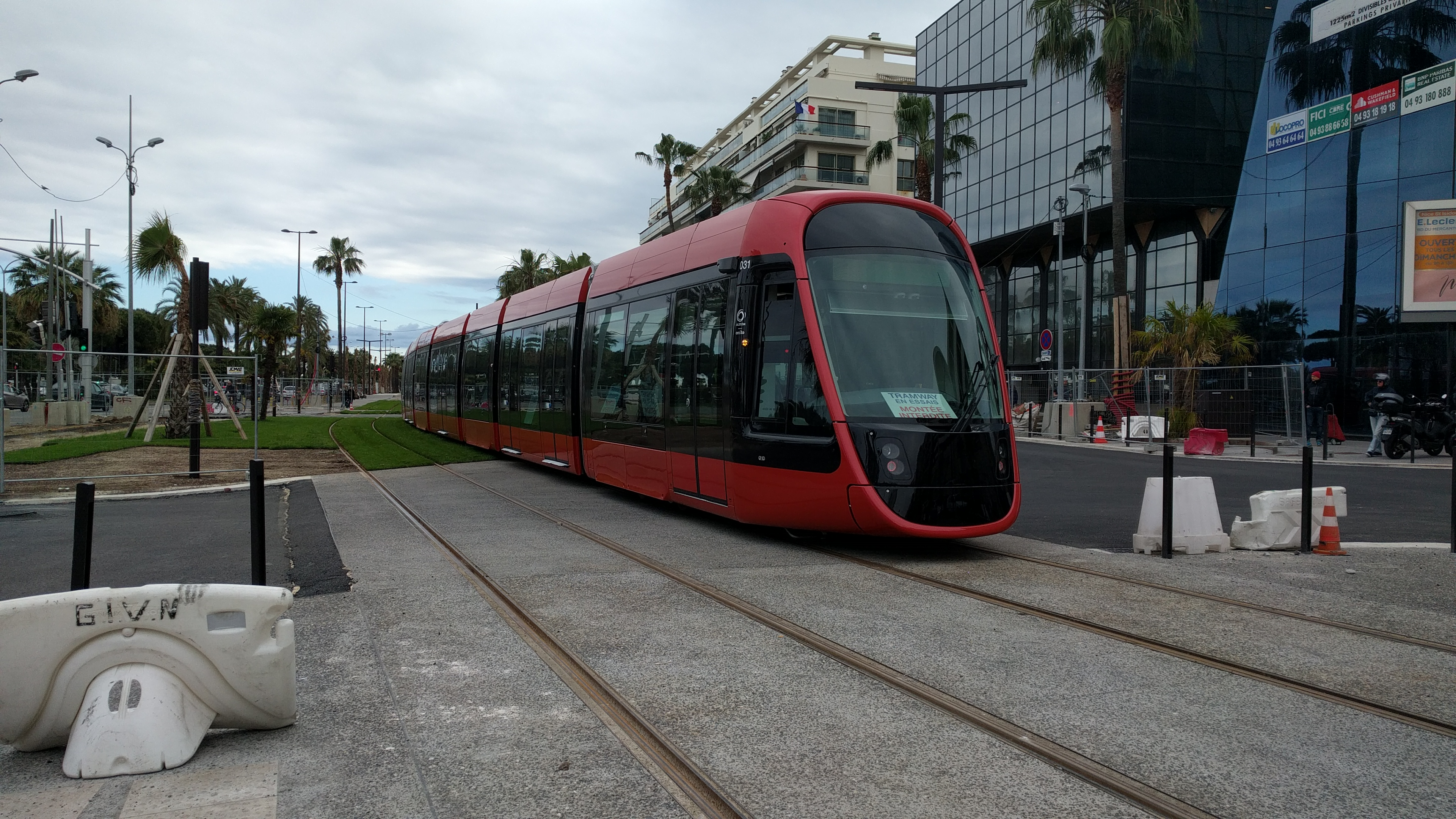
Essai du tramway à Carras.
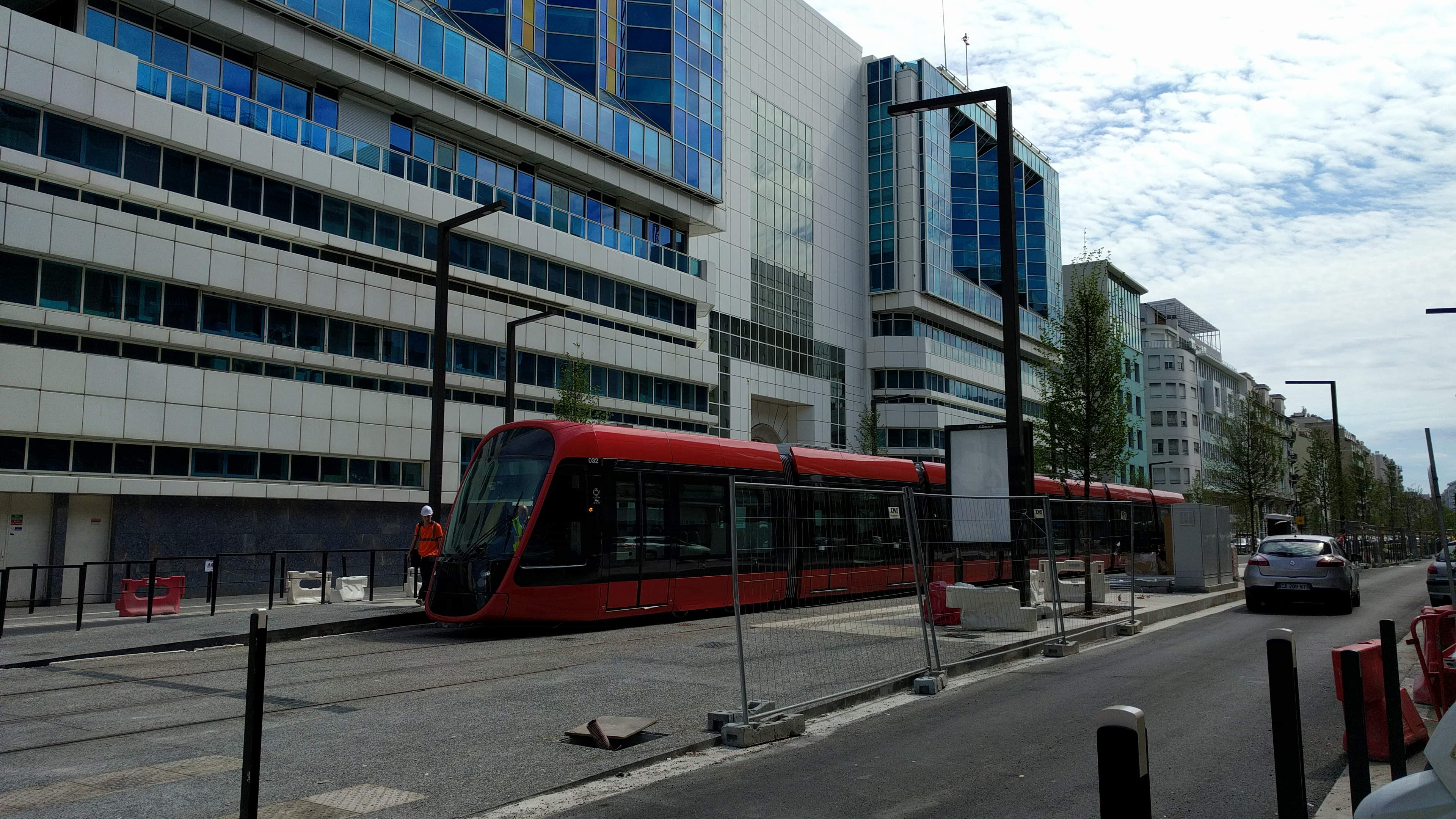
Essai du tramway à Lenval.
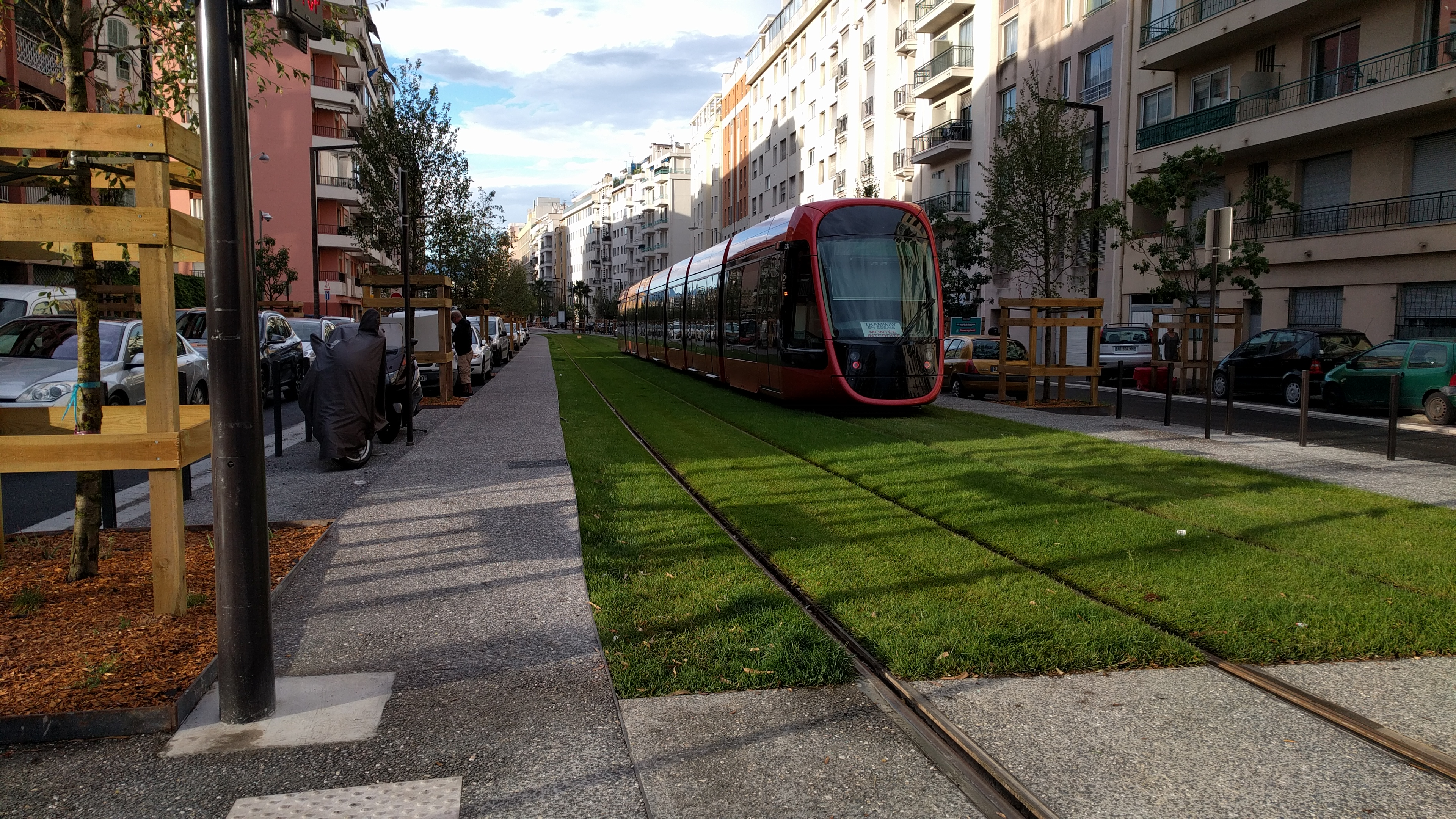
Essai du tramway à Vallon Barla.

#### Mise en service
La mise en service est faite le 30 juin 2018 entre le CADAM et la station Magnan. Le voyage est gratuit jusqu’au 2 septembre. La ligne connaît une première extension en décembre 2018 jusqu'au terminal 2 de l'aéroport : le 14 décembre, la branche sud est inaugurée pour une ouverture le 15 décembre 2018. En septembre 2019, la ligne est de nouveau prolongée jusqu'au port,.

## Présentation

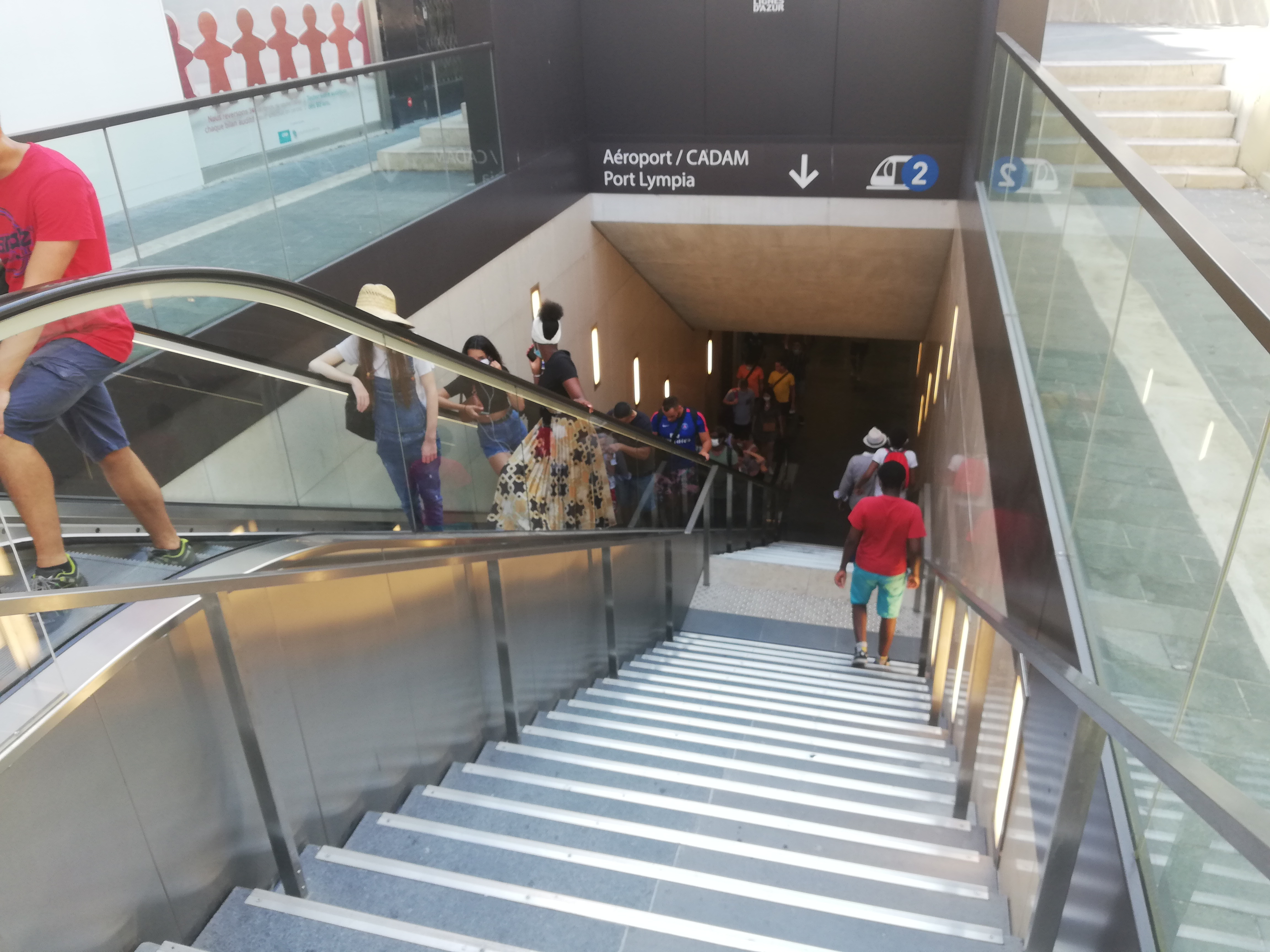
Accès à la station Jean Médecin.

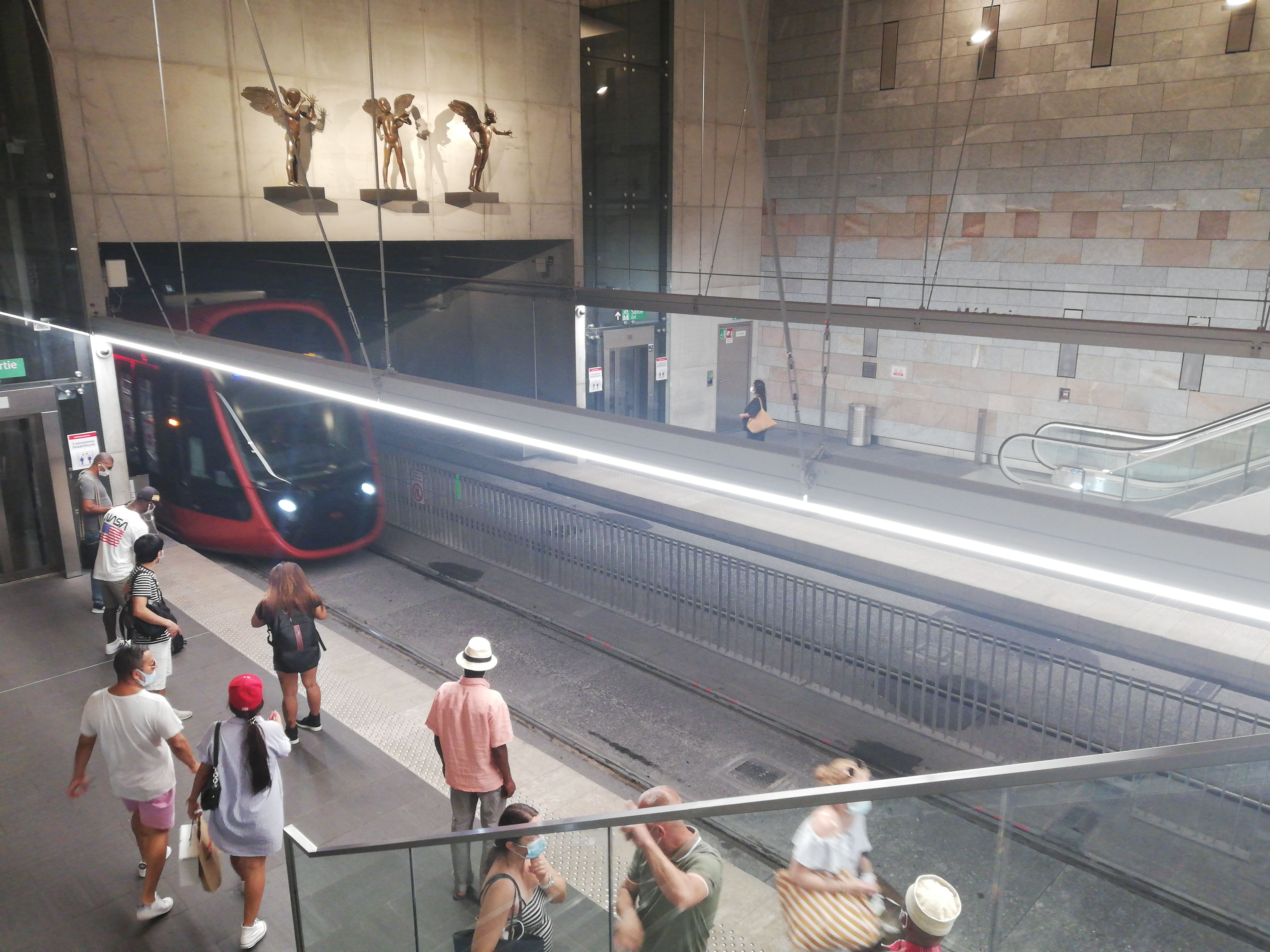
Intérieur de la station Jean Médecin.

### Général
La ligne 2 est une ligne directe du terminus Port Lympia jusqu'à la station Grand Arénas. À partir de cet arrêt, la ligne bifurque vers deux directions : soit vers le terminus du centre administratif soit vers le terminus de l’aéroport. La ligne circulera de 4 h 30 à 1 h 30.
Elle devra suivre une fréquence horaire de quatre minutes sur le tronc commun (pouvant baisser à trois minutes) et de huit minutes sur les branches séparées (pouvant baisser à six minutes). La vitesse commerciale moyenne atteindrait 21 km/h (19 km/h en surface et 25 km/h en souterrain),.

### Tracé

Carte géographique.

La ligne permet de relier l’est et l’ouest de Nice. L’arrêt Port Lympia, positionnée sur le quai Cassini juste à côté de la place de l’Île de Beauté, dessert le quartier du port avec l’église Notre-Dame-du-Port et le port Lympia à proximité avec la possibilité de prendre le ferry en direction de la Corse.
Une fois le tramway parti, le trajet se fait en souterrain. La prochaine station Garibaldi – Le Château se trouve juste en dessous de la place Garibaldi et est en interconnexion avec l’arrêt Garibaldi en surface de la ligne 1. Le trajet continue jusqu’à Durandy avec le square Durandy puis Jean Médecin, également en interconnexion avec l’arrêt Jean Médecin en surface de la ligne 1. Il permet de desservir le quartier Jean-Médecin et ses diverses enseignes en surface. Alsace Lorraine est la dernière station à être en souterrain et dessert le quartier Thiers.
Une fois que la ligne a rejoint le même axe que la rue de France, elle va progressivement ressortir en surface pour continuer son trajet le long de la rue de France puis tout le long de l’avenue de la Californie en desservant le quartier Gambetta à l’arrêt Centre universitaire méditerranéen (CUM à proximité), le quartier des Baumettes aux arrêts Magnan et Lenval – Hôpital (fondation Lenval à proximité), le quartier Fabron aux arrêts Fabron, Sainte-Hélène (église Sainte-Hélène à proximité), Carras et Ferber, et le quartier Caucade aux arrêts Cassin / Kirchner et Parc Phœnix. Grand Arénas dessert le quartier d’affaires de l’Arénas avec à proximité l’actuelle gare de Nice-Saint-Augustin et future gare TGV, le parc Phœnix et le musée des arts asiatiques. Il s’agit également de l’arrêt où la ligne va bifurquer dans deux directions différentes.
D’un côté, la ligne va se diriger vers l’aéroport de Nice-Côte d’Azur pour desservir Aéroport – Terminal 1 puis Aéroport – Terminal 2 son terminus.
D’un autre côté, la ligne va remonter le long du boulevard Paul-Montel pour desservir le quartier des Moulins, classé prioritaire, aux arrêts Paul Montel / Les Moulins et Digue des Français puis arriver à son terminus CADAM – Centre administratif où se trouve le centre administratif où siège le conseil général des Alpes-Maritimes ainsi que le stade Charles-Ehrmann et le palais Nikaia à proximité.

### Stations

Plan.

|  |   |  | Station                            | Coordonnées                 | Lieu                 | Correspondances                                                |
|  | - |  | ---------------------------------- | --------------------------- | -------------------- | -------------------------------------------------------------- |
|  | ■ |  | Port Lympia                        | 43° 41′ 55″ N, 7° 17′ 07″ E | Le Port, Nice        | Port                                                           |
|  | • |  | Garibaldi – Le Château             | 43° 42′ 06″ N, 7° 16′ 50″ E | Le Port, Nice        | Tram · Ligne 1 du tramway de Nice · Ligne 3 du tramway de Nice |
|  | • |  | Durandy                            | 43° 42′ 08″ N, 7° 16′ 20″ E | Carabacel, Nice      | Tram · Ligne 3 du tramway de Nice                              |
|  | • |  | Jean Médecin                       | 43° 42′ 06″ N, 7° 16′ 02″ E | Jean-Médecin, Nice   | Tram · Ligne 1 du tramway de Nice · Ligne 3 du tramway de Nice |
|  | • |  | Alsace Lorraine                    | 43° 41′ 51″ N, 7° 15′ 22″ E | Thiers, Nice         | Tram · Ligne 3 du tramway de Nice                              |
|  | • |  | Centre universitaire méditerranéen | 43° 41′ 35″ N, 7° 14′ 59″ E | Gambetta, Nice       | Tram · Ligne 3 du tramway de Nice                              |
|  | • |  | Magnan                             | 43° 41′ 29″ N, 7° 14′ 42″ E | Baumettes, Nice      | Tram · Ligne 3 du tramway de Nice                              |
|  | • |  | Lenval – Hôpital                   | 43° 41′ 22″ N, 7° 14′ 28″ E | Baumettes, Nice      | Tram · Ligne 3 du tramway de Nice                              |
|  | • |  | Fabron                             | 43° 41′ 13″ N, 7° 14′ 14″ E | Fabron, Nice         | Tram · Ligne 3 du tramway de Nice                              |
|  | • |  | Sainte-Hélène                      | 43° 41′ 02″ N, 7° 14′ 02″ E | Fabron, Nice         | Tram · Ligne 3 du tramway de Nice                              |
|  | • |  | Carras                             | 43° 40′ 54″ N, 7° 13′ 53″ E | Fabron, Nice         | Tram · Ligne 3 du tramway de Nice                              |
|  | • |  | Ferber                             | 43° 40′ 38″ N, 7° 13′ 42″ E | Fabron, Nice         | Tram · Ligne 3 du tramway de Nice                              |
|  | • |  | Cassin / Kirchner                  | 43° 40′ 21″ N, 7° 13′ 27″ E | Caucade, Nice        | Tram · Ligne 3 du tramway de Nice                              |
|  | • |  | Parc Phœnix                        | 43° 40′ 10″ N, 7° 13′ 10″ E | Caucade, Nice        | Tram · Ligne 3 du tramway de Nice                              |
|  | • |  | Grand Arénas                       | 43° 40′ 11″ N, 7° 12′ 41″ E | Saint-Augustin, Nice | TER Provence-Alpes-Côte d'Azur                                 |
|  | • |  | Aéroport – Terminal 1              | 43° 39′ 55″ N, 7° 12′ 39″ E | Arénas, Nice         | Aéroport (terminal 1)                                          |
|  | ■ |  | Aéroport – Terminal 2              | 43° 39′ 39″ N, 7° 12′ 19″ E | Arénas, Nice         | Aéroport (terminal 2)                                          |

### Aménagement
Les stations sont équipées de deux quais d’une part et d’autre de la voie, certaines d’abribus avec sièges sur un seul quai et de distributeurs automatiques de titres de transport. Les stations Aéroport – Terminal 2, Paul Montel / Les Moulins et Digue des Français sont équipées d’un seul quai central. La station Grand Arénas est équipée de trois quais unilatéraux dans les trois directions du port, du centre administratif et de l’aéroport. Lors de leur construction, les quais sont longs d’environ 52 m.
L’aménagement pour les personnes à mobilité réduite est constitué d’une surface podotactile sous la forme de clous aux abords du quai ainsi que de quais spécialement construits à la même hauteur que le plancher du tramway.
Des valideurs de billets sont placés à chaque station sur le quai. À l’intérieur des rames se trouve un valideur de billets en rouge et noir et un autre type de valideur.

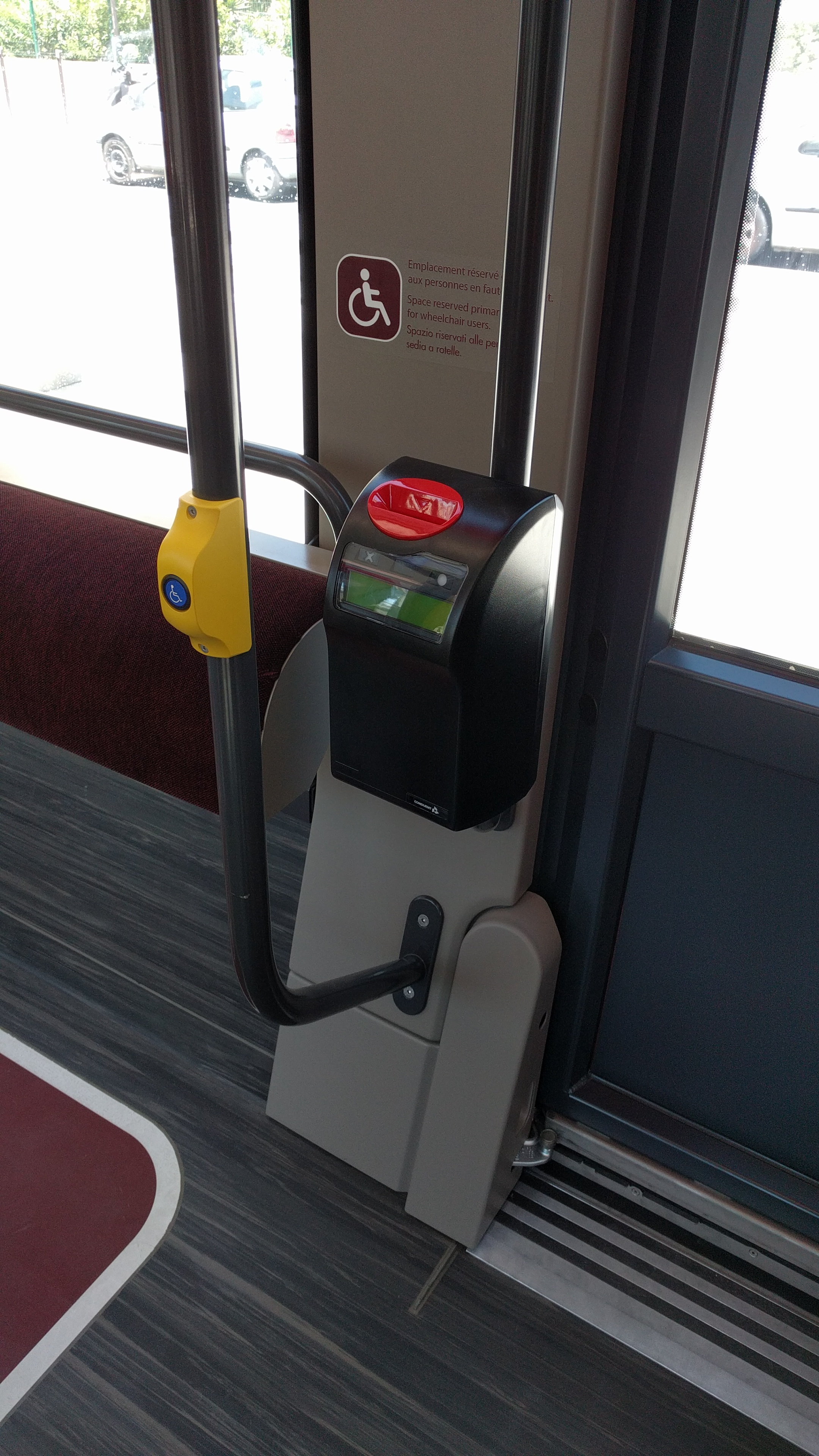
Valideur à l’intérieur du tramway.
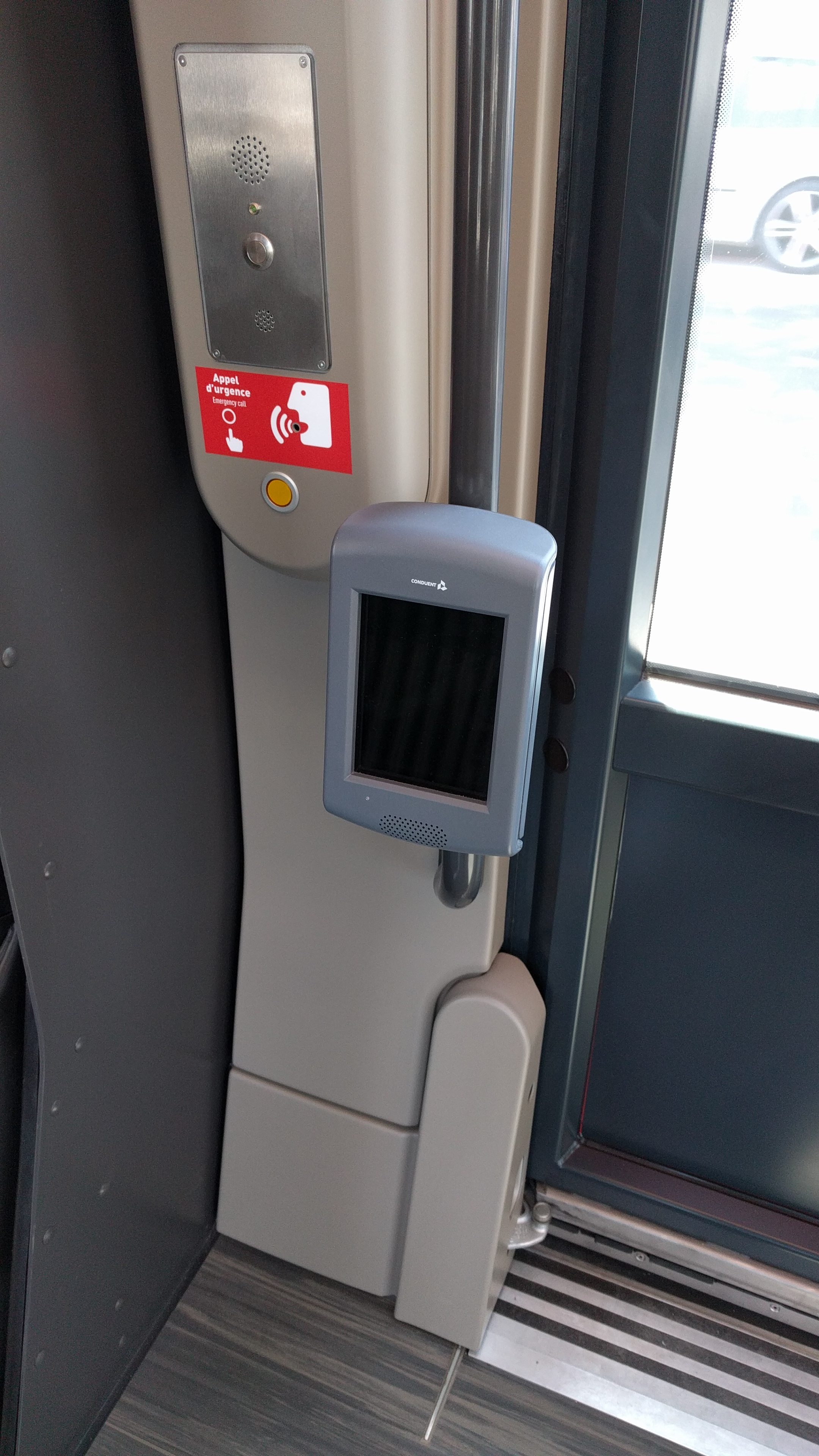
Valideur à l’intérieur du tramway.
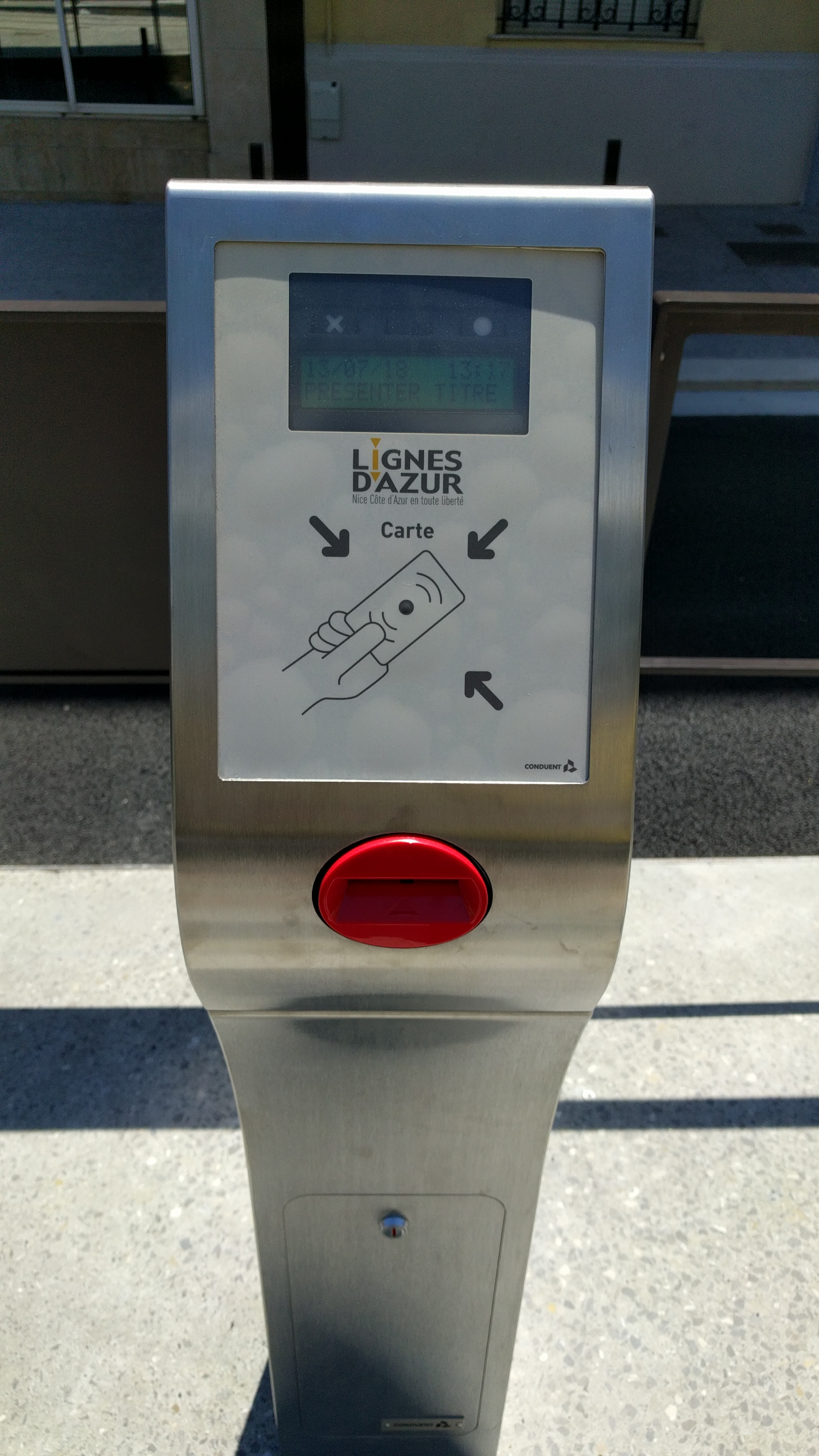
Valideur placé sur le quai.

### Accompagnement artistique
Douze artistes ont été choisis pour aménager les œuvres d’art qui sont placées le long du tracé de la ligne 2 pour un coût de 3,3 millions d’euros.
| Auteur               | Intitulé                    | Aperçu | Station                   | Réf.   |
| -------------------- | --------------------------- | ------ | ------------------------- | ------ |
| Sacha Sosno          | Hommage à Vénus et Poséidon |        | Carras                    | [ 51 ] |
| Ernest Pignon-Ernest | Pépin, la déesse et la mer  |        | Garibaldi – Le Château    | [ 51 ] |
| Philippe Ramette     | Éloge du déplacement        |        | Paul Montel / Les Moulins | [ 51 ] |
| Noël Dolla           | Lou Che                     |        | Port Lympia               | [ 51 ] |
| Ben                  | Plaques de pensée           |        | Toutes les stations       | [ 51 ] |
| Jean-Pierre Raynaud  | Métamorphose                |        | Magnan                    | [ 51 ] |
| Michel Redolfi       | Tram tracks infinite mix    |        | Toutes les stations       | [ 51 ] |
| Jean-Charles Blais   | Double voie                 |        | Alsace Lorraine           | [ 51 ] |
| Stéphane Pencréac'h  | La Liberté                  |        | Jean Médecin              | [ 51 ] |
| Joana Vasconcelos    | Fruitée                     |        | Ferber                    | [ 51 ] |
| Kimsooja             | Earth of Water              |        | Durandy                   | [ 51 ] |
| Tania Mouraud        | SOAVE                       |        | Durandy                   | [ 51 ] |

## Exploitation

### Matériel roulant

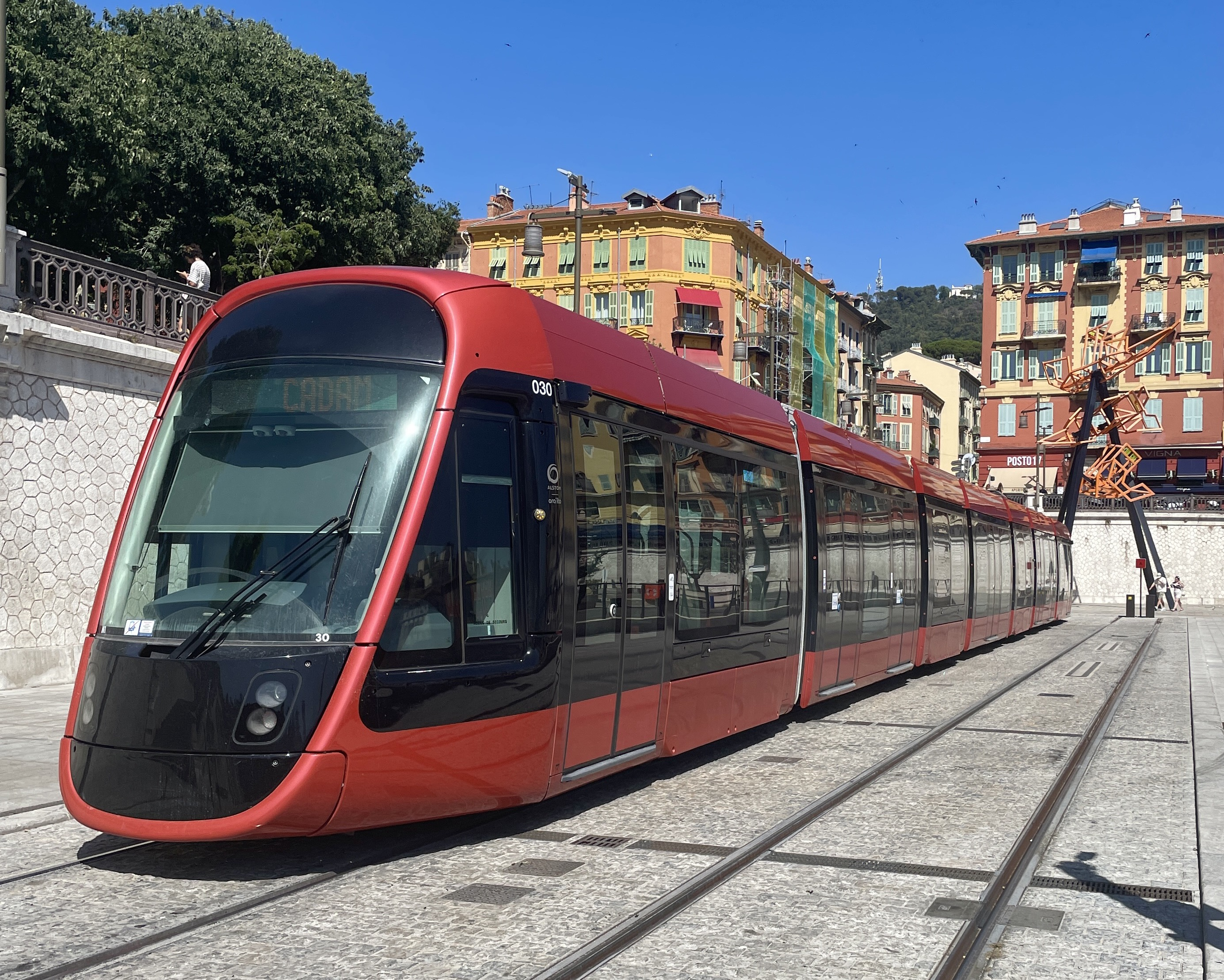
Une rame Alstom Citadis 405 au terminus du Port Lympia.

Une maquette d’une rame partielle du tramway, dont le design a été réalisé par Ora-ïto, est exposée sur la place Garibaldi du 1er au 30 octobre 2016. Il est possible d’apercevoir que la couleur du tramway est la même que celle de la ligne 1, des girouettes à pastilles vertes, des sièges avec une configuration similaire à celle de la ligne 1 (par deux ou par quatre), une capacité de 218 places debout et 82 places assises, quatre valideurs au lieu de deux comme sur la ligne 1, la présence d’extincteurs, des repose-bagages entre les sièges ainsi qu’un bouton d’ouverture des portes placé plus bas que le bouton de base pour les personnes handicapées mais uniquement à l’extérieur de la rame.

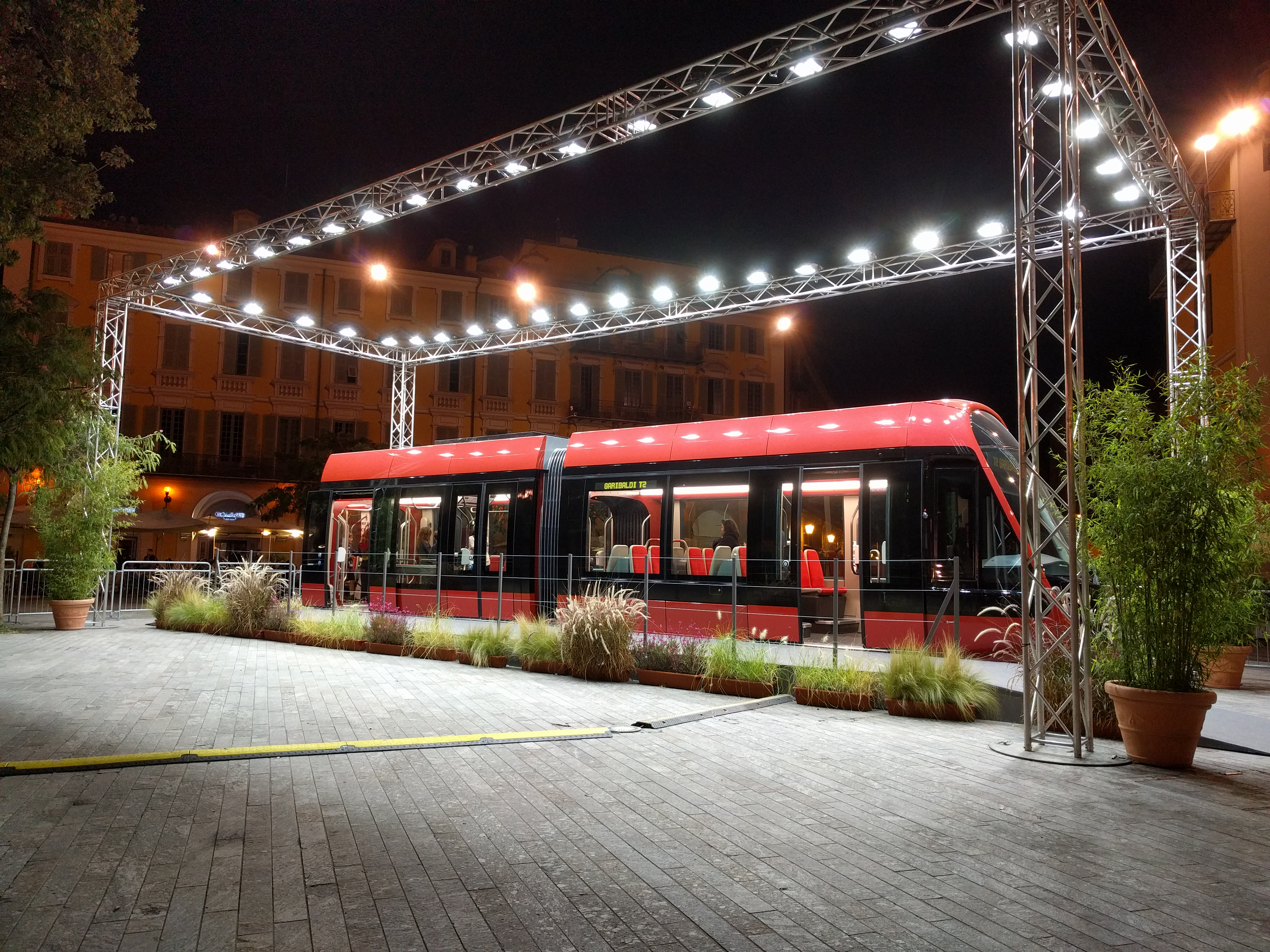
Maquette du tramway.
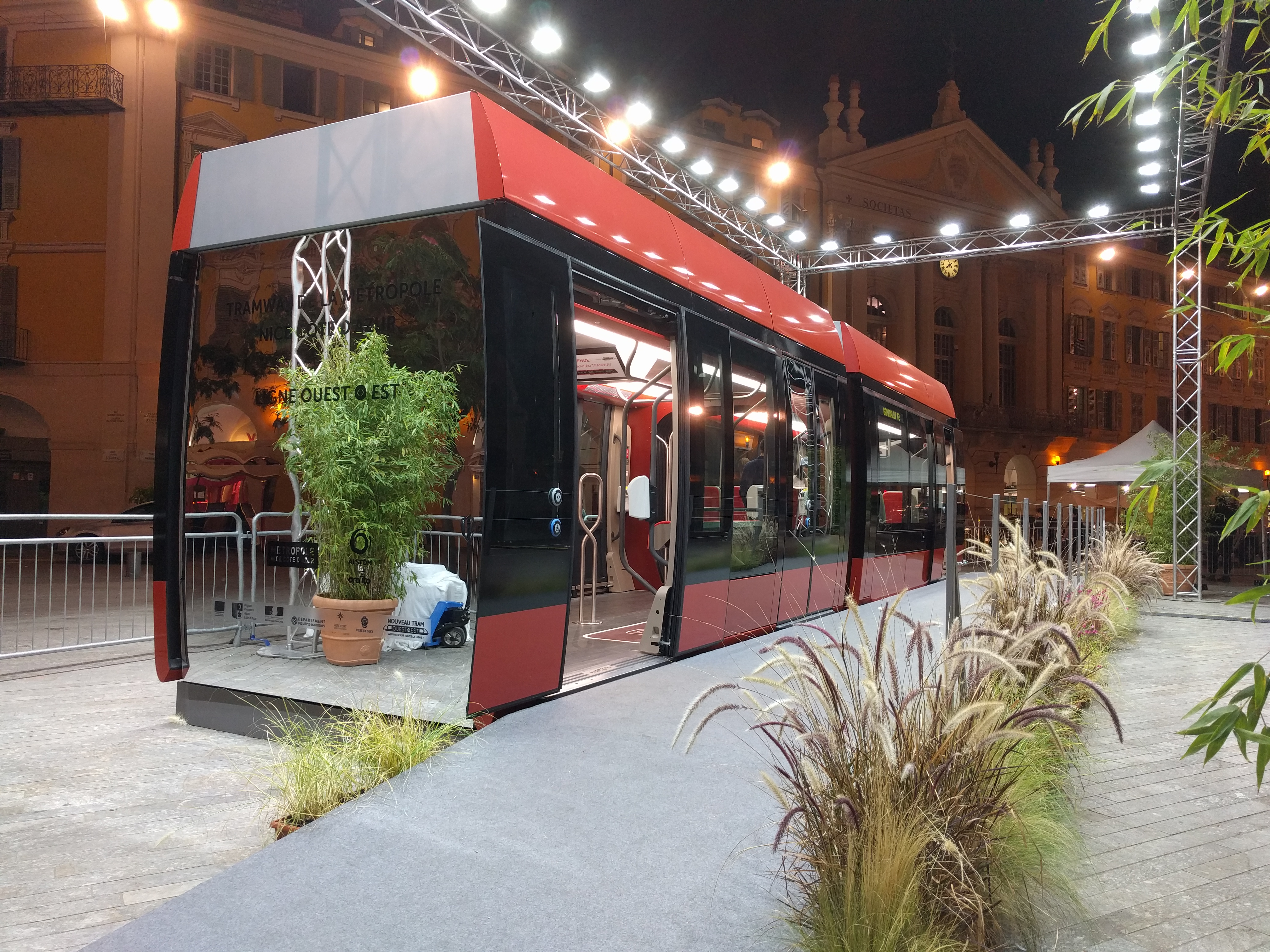
Maquette du tramway.
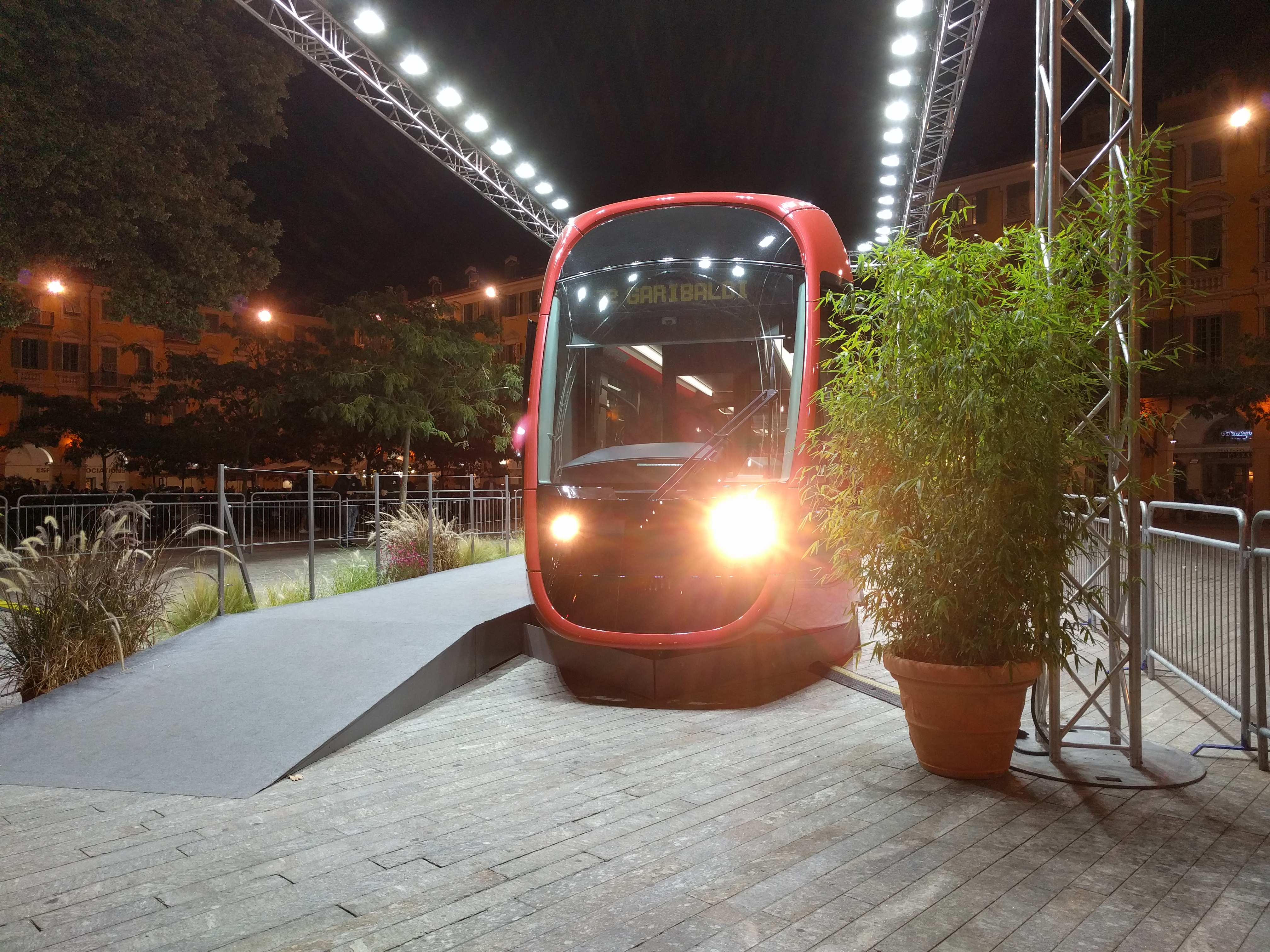
Maquette du tramway.

Symbole de la ligne 2.

La configuration finale est quasiment identique à la maquette présentée en octobre 2016. La couleur du tramway est rouge mais la ligne reste bleue, des girouettes à LED, des sièges par deux ou par quatre, une capacité de 218 places debout et 82 places assises, quatre valideurs, la présence d’extincteurs, des repose-bagages entre les sièges ainsi qu’un bouton d’ouverture des portes pour les personnes handicapées.
Un symbole composé de deux carrés rouges aux coins arrondis est visible sur le nez du tramway de chaque côté et sur les infrastructures aux quais.
En septembre 2019 , la Métropole Nice Cotes d’Azur annonce l’acquisition de 9 rames Citadis 405 pour renforcer le parc des lignes 2 et 3.
Ces neuf nouvelles rames sont prévues pour le printemps 2021.

### Infrastructure
Le matériel utilisé pour la circulation du tramway sont des rails à gorge dit « Broca » qui ont une hauteur de 152,5 mm, une gorge large de 36 mm et un écartement intérieur de la voie dite « normale » de 1 435 mm équivalent à celui de la SNCF. Le revêtement de la plate-forme à l’extérieur du tunnel est constitué d’environ 77 000 m2 de gazon. Les traversées routières ainsi que les quais et ces abords sont constitués de béton.

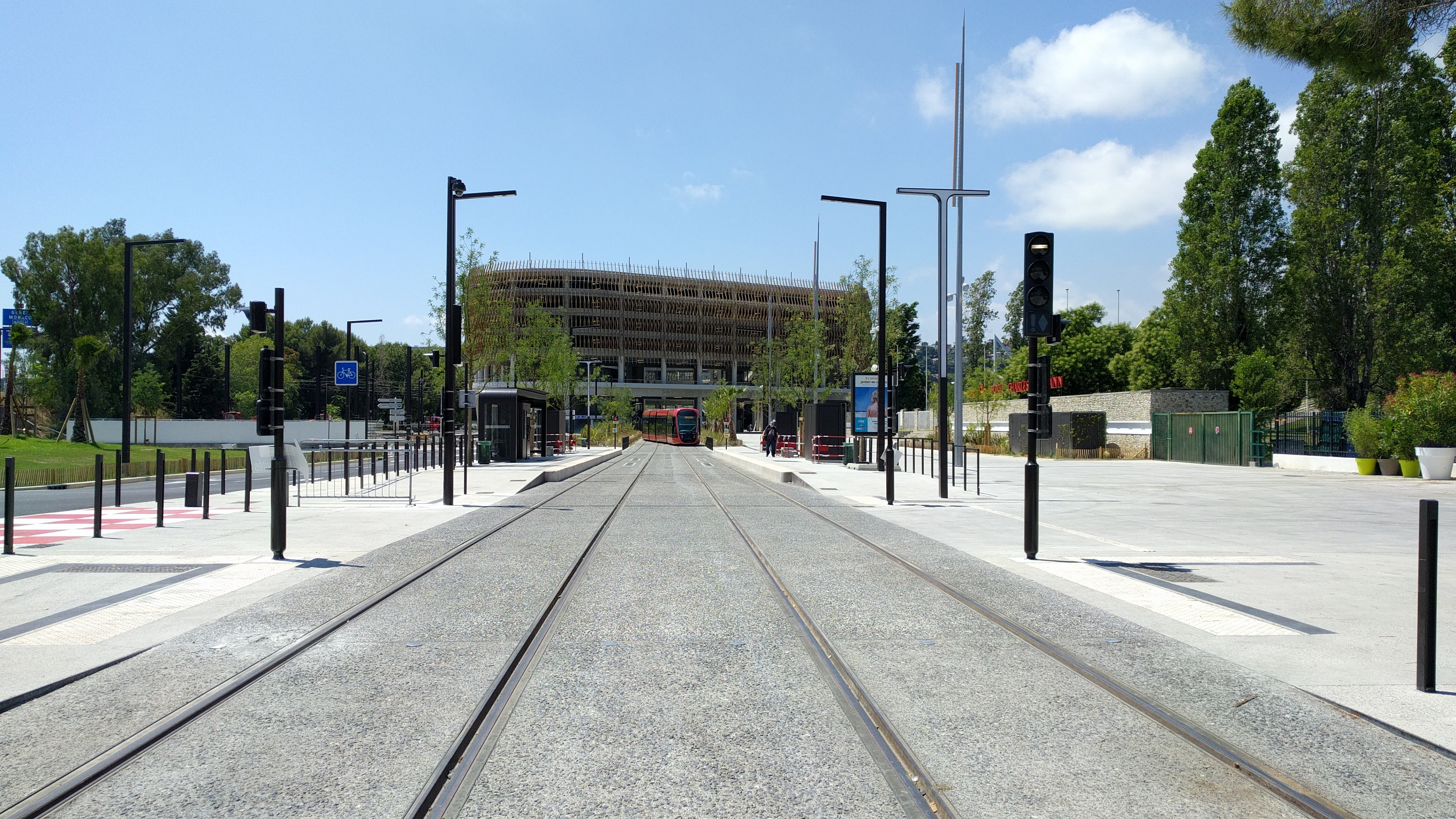
Revêtement de béton.
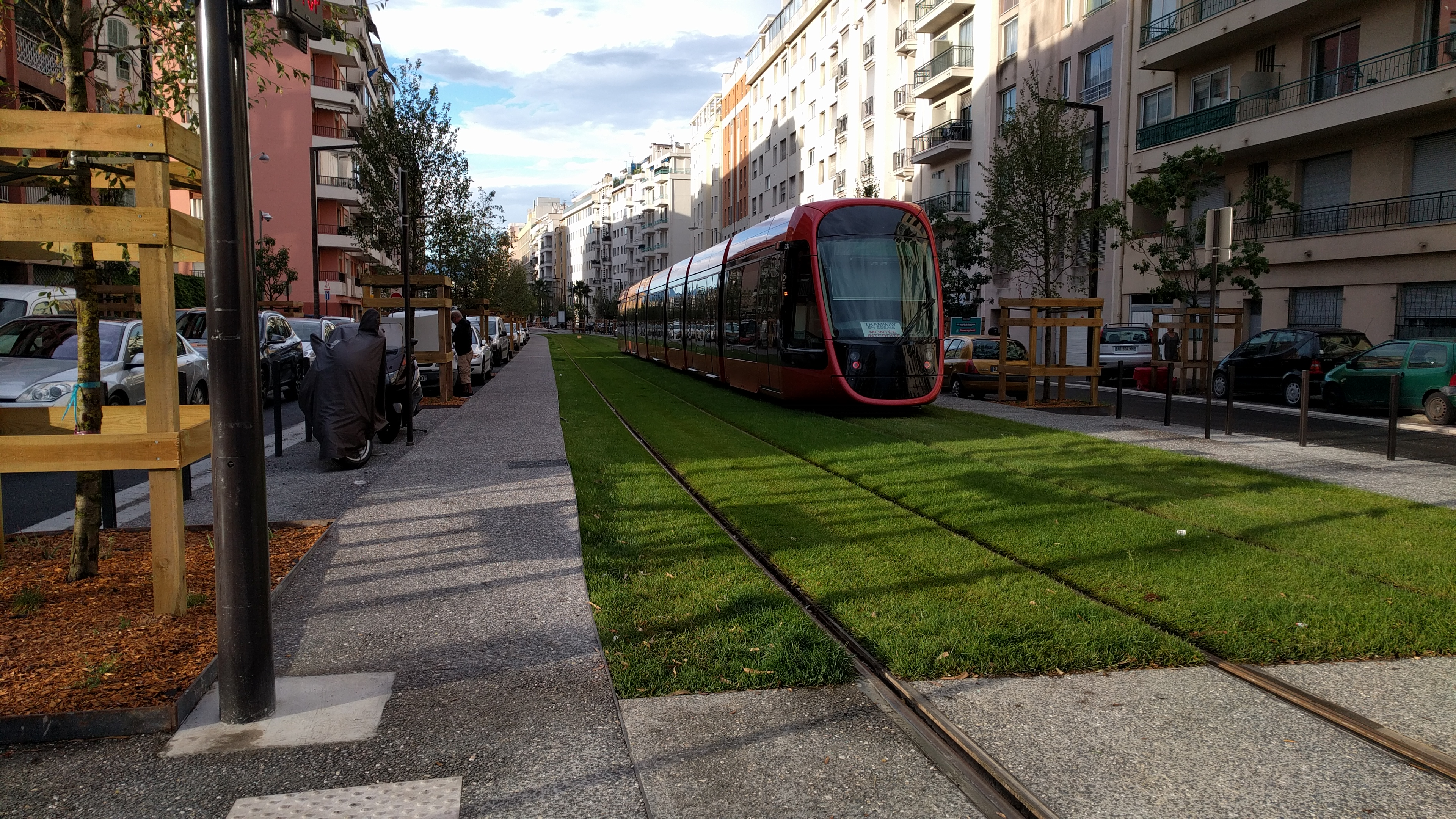
Revêtement de gazon.
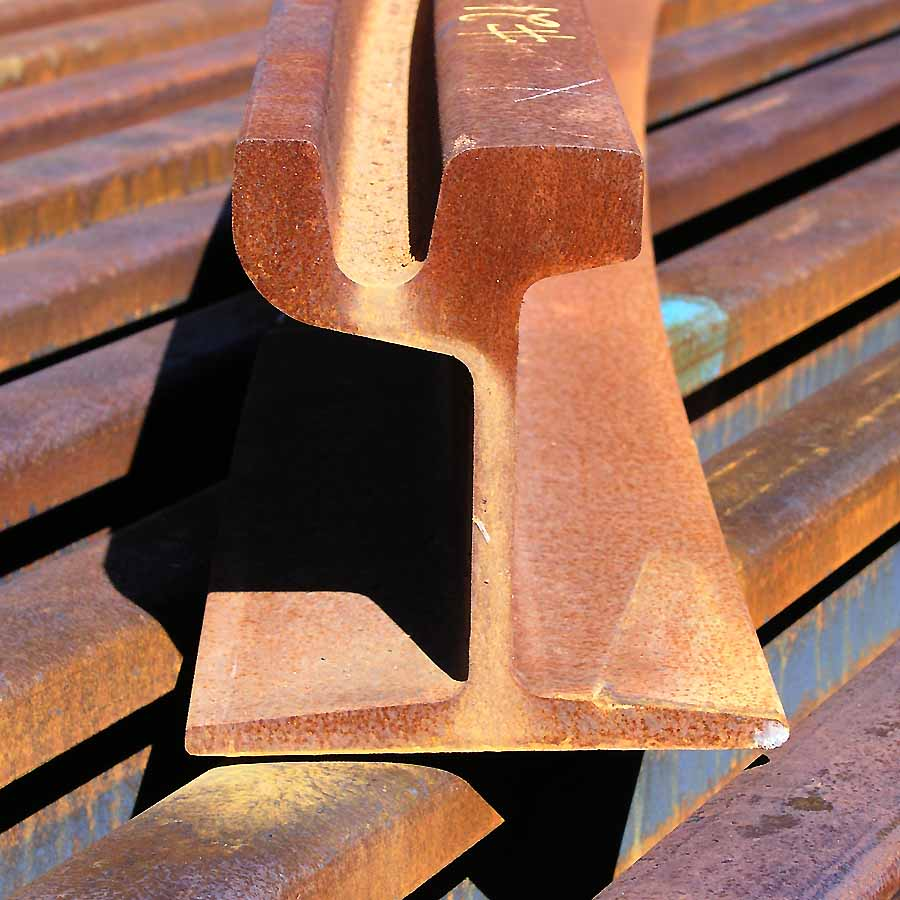
Rail à gorge.

La signalisation est une signalisation Tramway classique avec des feux avec SAC, limitation de vitesse, direction, énergie électrique, etc. La conduite se fait en « conduite à vue ».
Les passages à niveau avec les automobilistes sont protégés par des feux tricolores (pour les automobilistes) et de tramway. Ces derniers possèdent les trois indications classiques : une barre horizontale de couleur blanche (arrêt), un rond blanc (annonce un signal d’arrêt) et une barre verticale blanche (passage autorisé). Un bloc (système d’aide à la conduite) complète ces signaux, constitué d'un losange jaune signalant la prise en charge de la demande de priorité au carrefour et un point d’exclamation bleu signalant un changement d'état imminent du feu. Certains carrefours peuvent être accompagnés d'un feu rouge seul indiquant un arrêt absolu pour les automobilistes. Les passages piétons sont signalés par un TVP (traversée voie piétons) constitué 
d'un pictogramme lumineux représentant un bonhomme accompagné de la mention « STOP » en rouge clignotant.

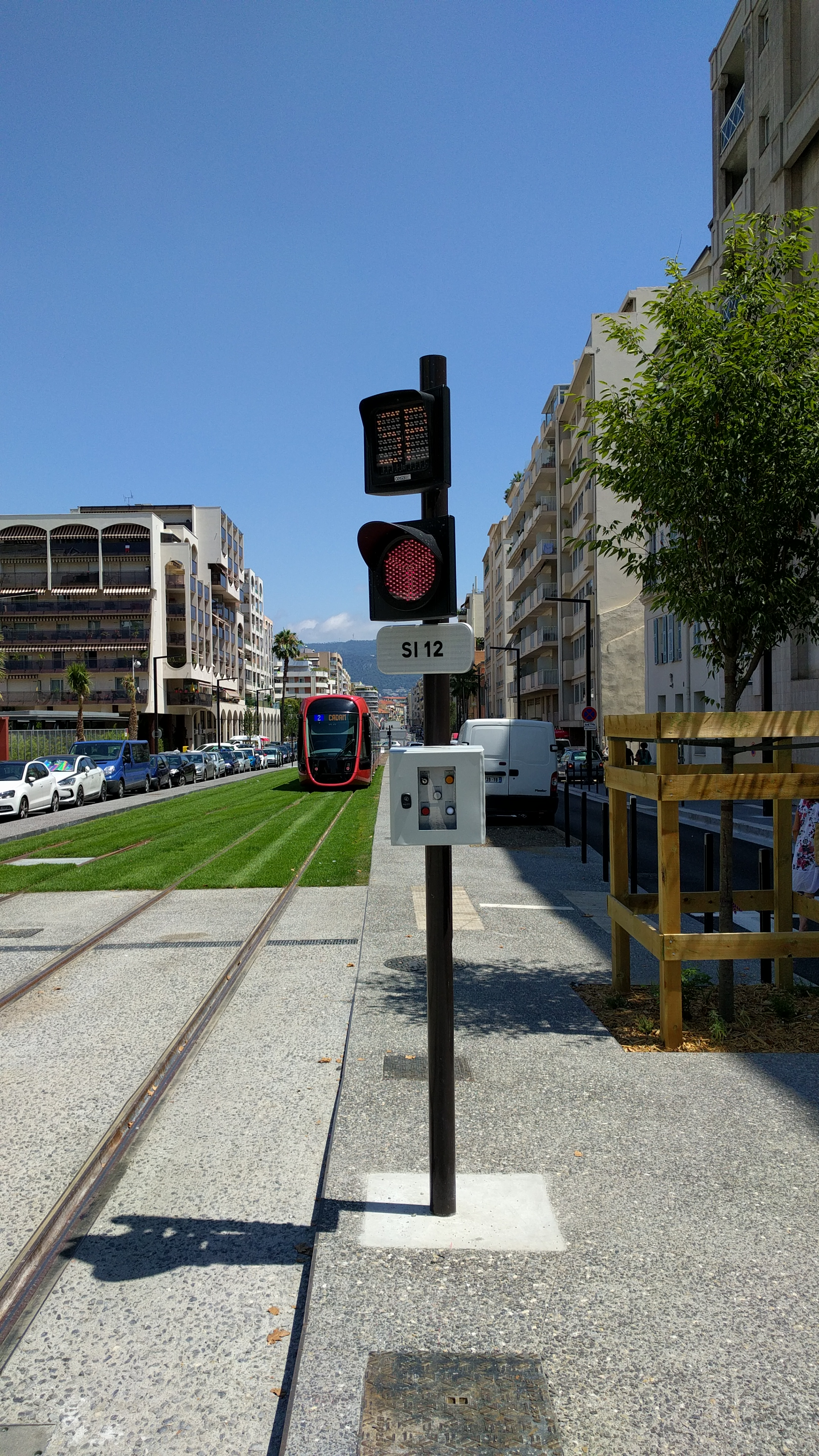
Magnan : signal SP, feu rouge.
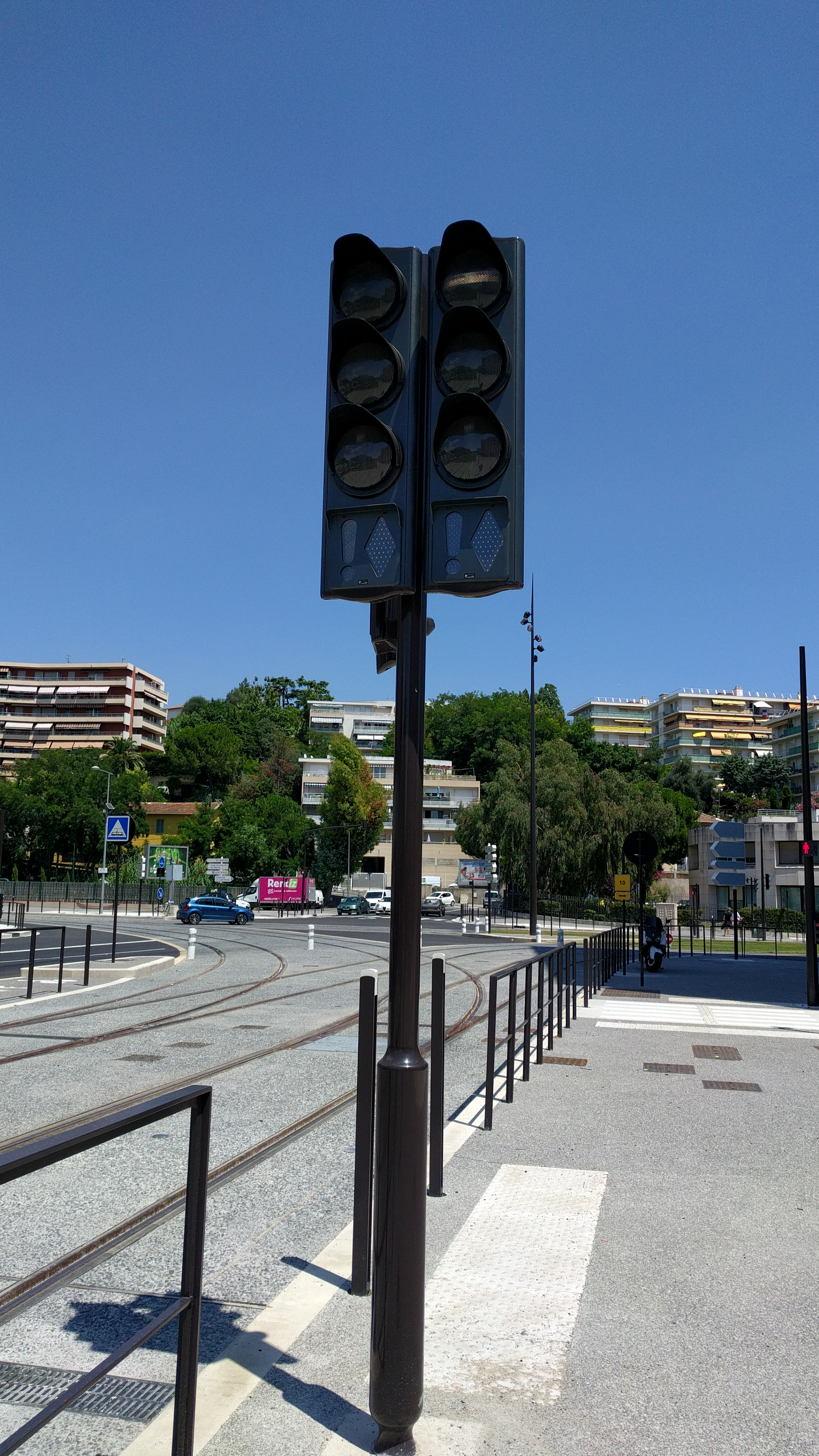
Entre Digue des Français et CADAM – Centre administratif : double feu tricolore
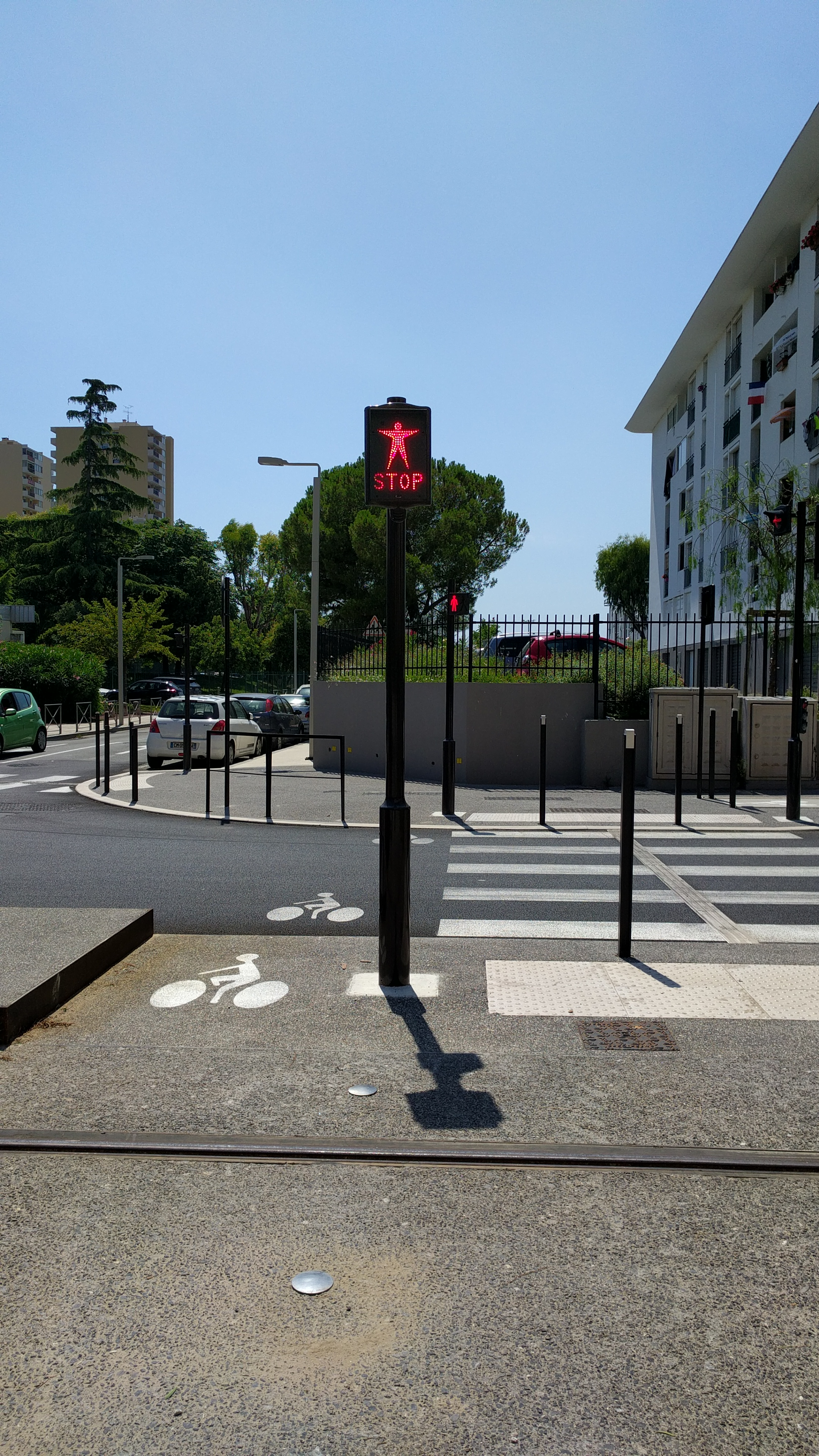
Paul Montel / Les Moulins : signal de traversée voie piétons.

L’alimentation électrique se fait au moyen d’un système de recharge statique par le sol appelé « SRS » et d’un système de stockage d’énergie appelé « Citadis Ecopack » développés par Alstom. Le tramway est équipé de batteries embarquées, qui se rechargent à chaque station pendant vingt secondes sur des plots implantés entre les rails, ce qui permet de parcourir l’équivalent d’une seule station sans ligne aérienne de contact. Ce système est inauguré pour la première fois à Nice.

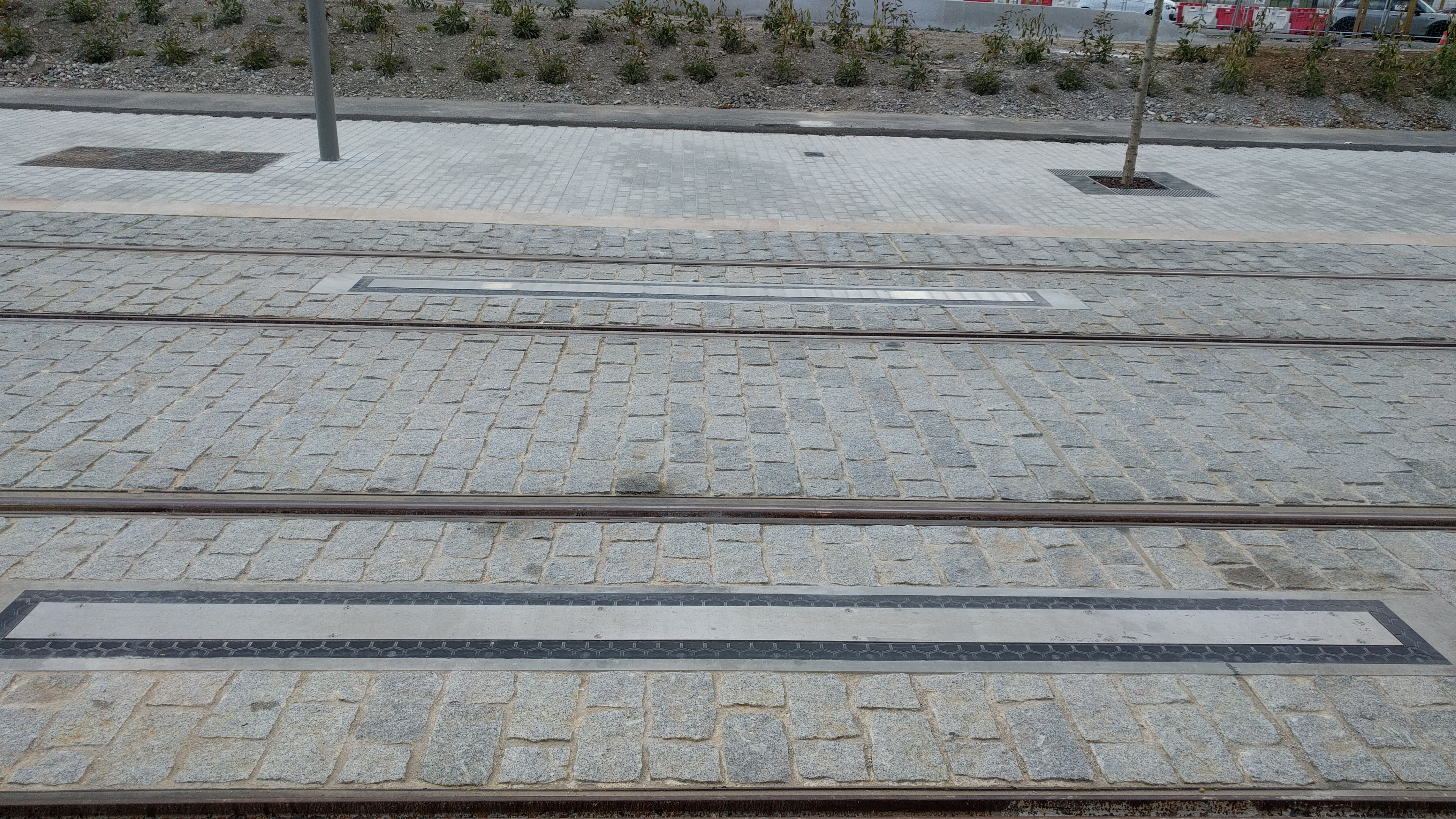
Plots de rechargement.

### Information voyageurs
Le tramway est équipé de différents systèmes d’information voyageurs.
Contrairement à la ligne 1, les stations ne sont pas équipées de panneaux ou d’écrans.
Sur l’extérieur du tramway, les rames sont équipées de deux girouettes latérales à DEL orange sur fond noir avec, principalement, une seule ligne d’écriture. Deux autres girouettes frontales sont également placées sur la partie supérieure de chaque cabine et indiquent chacune le nom du terminus vers lequel le tramway se dirige. L’intérieur des rames est équipé d’écran LCD, plus longs et moins larges que ceux de la ligne 1. Des autocollants avec des messages écrits en français, anglais et italien sont également placés à l’intérieur pour informer sur l’ouverture des portes, la vidéosurveillance, les tarifs, les règles de civilité, etc.
Les annonces sonores sont diffusées à deux reprises à chaque station, une avant l’arrivée à la station et une en approche de la station.

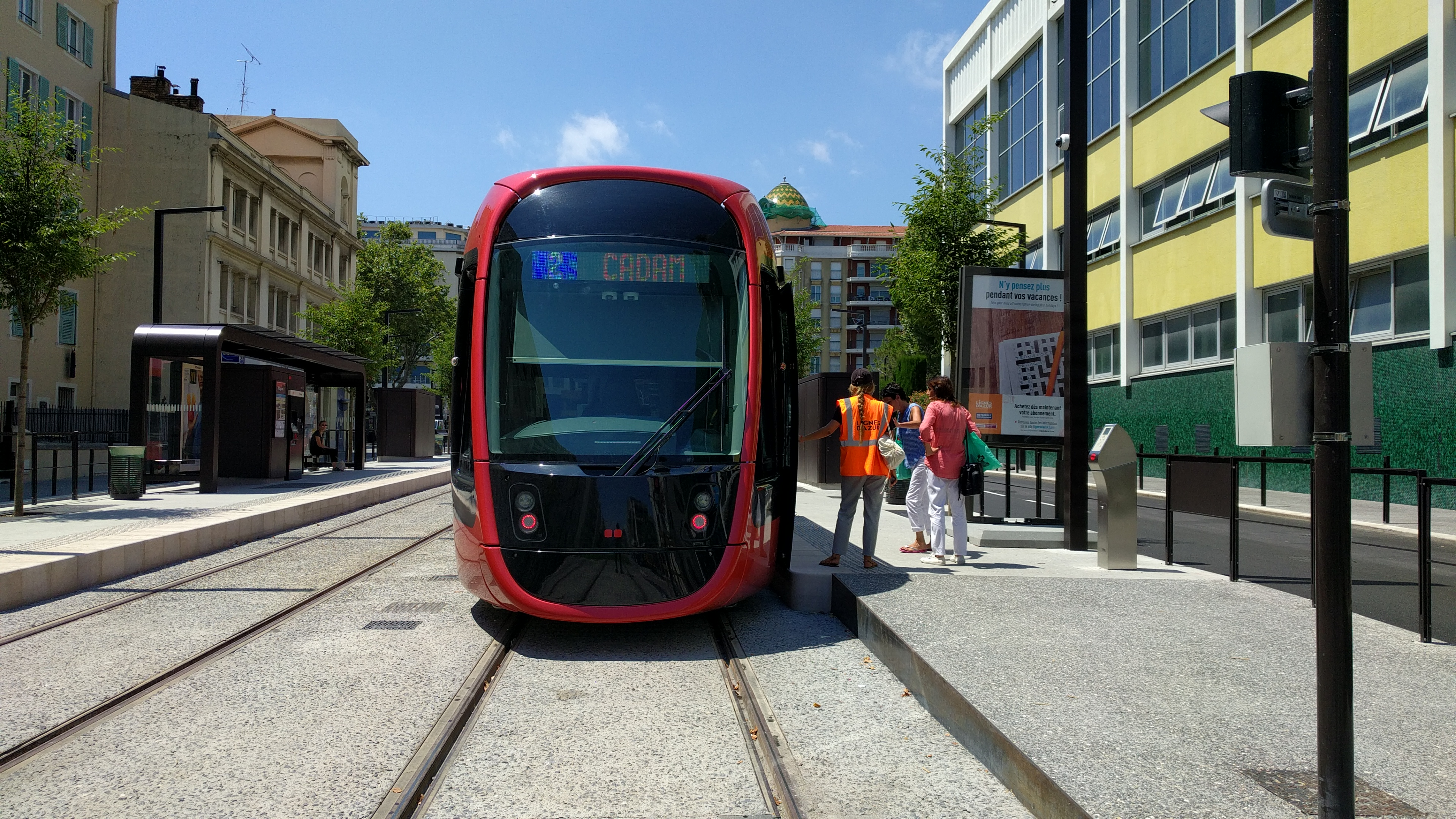
Girouette frontale externe.
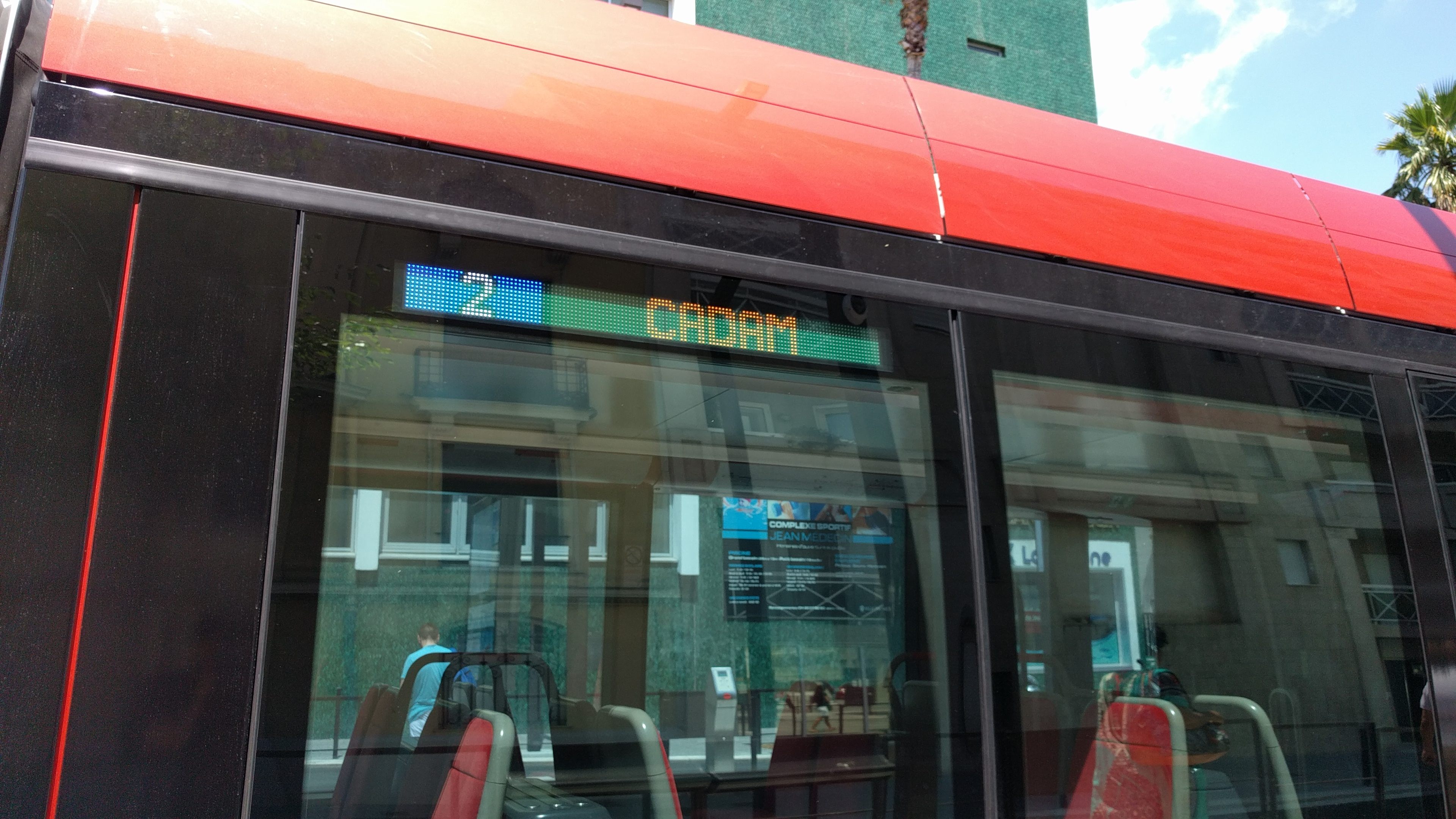
Girouette latérale externe.
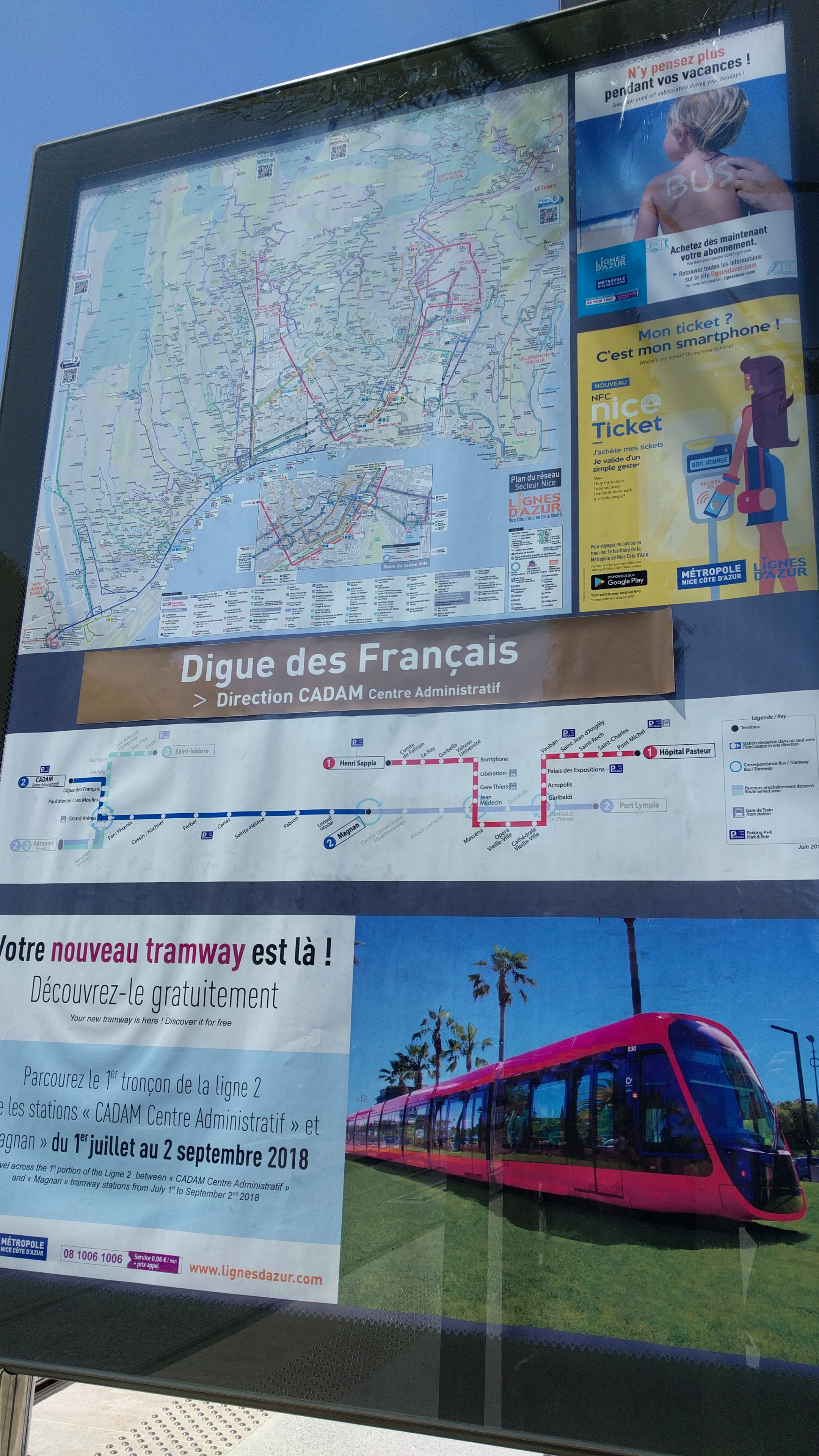
Panneau d’informations.
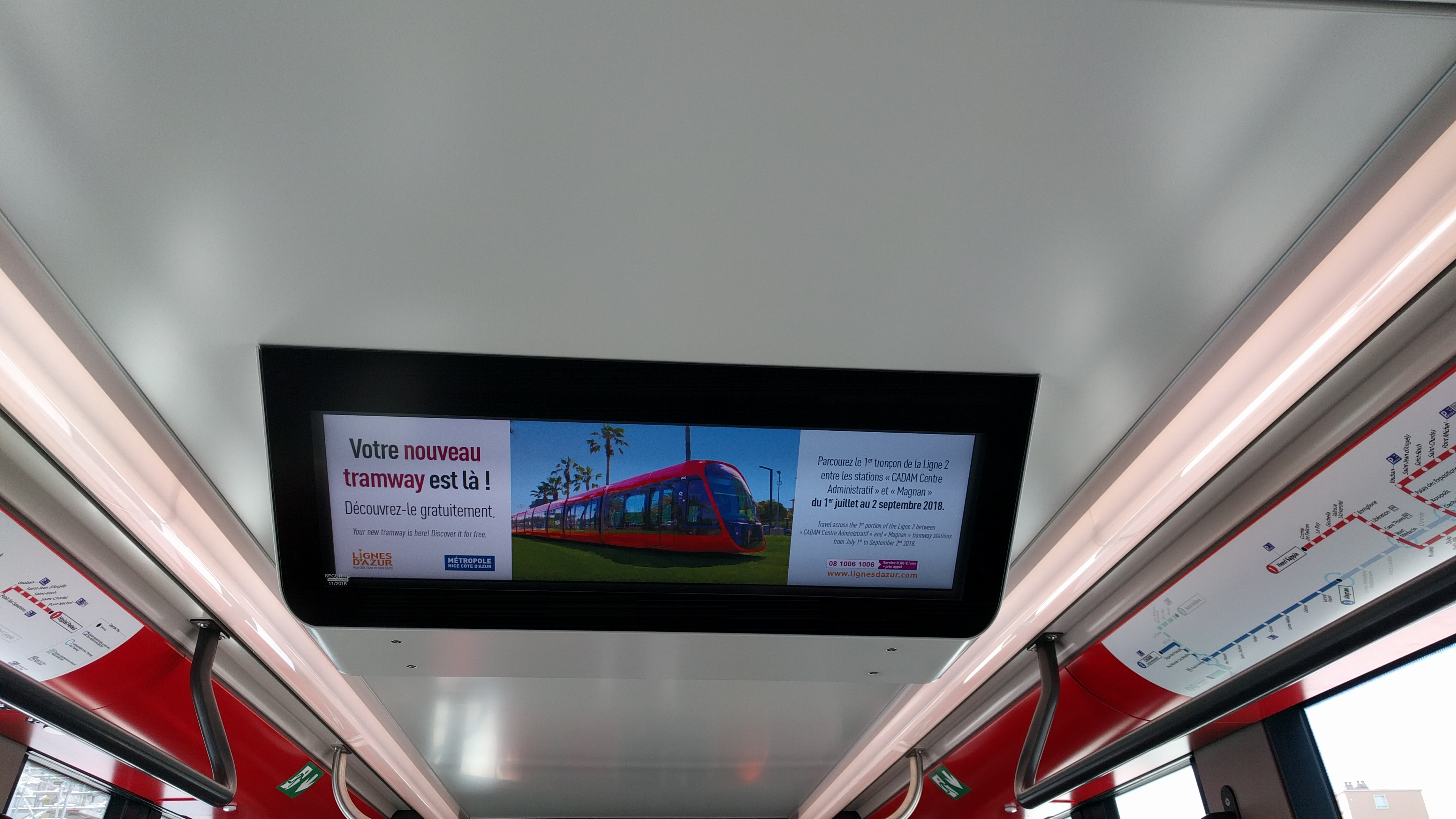
Écran interne.

### Dépôt
Étant donné qu’il n’y aura pas d’interconnexion physique avec la ligne 1 et que le dépôt de Henri Sappia est trop petit pour accueillir l'ensemble des rames des lignes 1 et 2 concomitamment, un nouveau dépôt a été construit à côté du terminus du centre administratif,.
Le centre opérationnel du tramway est situé entre l’autoroute A8 et le palais Nikaia pour une superficie totale d’environ 40 000 m2. Il est assez grand pour accueillir les rames de 44 m de la ligne 2 ainsi que des futures lignes 3 et 4 soit une soixantaine environ. Il est composé d’un atelier de maintenance, un centre de remisage de 2 860 m2, un poste de commande centralisé de 130 m2 et d’un parc relais de deux cent cinquante places.

### Tarification
La société aéroportuaire a obtenu que la tarification appliquée sur la section de l’aéroport, à savoir entre les stations "Terminal 1" et "Terminal 2'" de l'aéroport (et aussi entre "Terminal 1" et la station "Grand Arénas"), sera gratuite au même titre que l'est la "Navette" (en bus) gérée par l’aéroport qui navigue, pour quelque temps encore, entre les deux terminaux.

### Fréquentation
Elle est estimée à 105 000 voyageurs par jour pour arriver à terme à 140 000.
Fréquentation sous forme de graphique
Légende : Moyenne – Maximum
| Année | Moyenne | Maximum |
| ----- | ------- | ------- |
| 2018  | ?       | ?       |
| 2019  | 80 000  | ?       |
| 2020  | ?       | ?       |
| 2021  | ?       | ?       |
| 2022  | ?       | ?       |

### Parc relais
| Nom                   | Coordonnées                 | Nombre de places                | Nombre de places | Statut |
| Nom                   | Coordonnées                 | Véhicule                        | Vélo             | Statut |
| --------------------- | --------------------------- | ------------------------------- | ---------------- | ------ |
| Charles Ehrmann       | 43° 40′ 35″ N, 7° 11′ 53″ E | 628 (dont 13 PMR)               | 100              | Ouvert |
| Carras – Les Bosquets | 43° 40′ 51″ N, 7° 13′ 47″ E | 241 (dont 12 PMR)               | 0                | Ouvert |
| Port Lympia           | 43° 41′ 46″ N, 7° 17′ 01″ E | 96 (dont 2 PMR)                 | 0                | Ouvert |
| Digue des Français    | –                           | 250 (estimé)                    | –                | Annulé |
| Ferber                | –                           | 250 (estimé)                    | –                | Annulé |
| Magnan                | –                           | 50 (estimé)                     | –                | Annulé |
| Saint-Augustin        | 43° 40′ 12″ N, 7° 12′ 49″ E | 184 (dont 4 PMR) 3 000 (estimé) | –                | Fermé  |

## Projets d'extension

### Desserte unique de l'aéroport
Très bientôt, la ligne 2 ne desservira plus que l'aéroport Nice Côte d'Azur. La desserte de la branche CADAM sera opérée par la ligne 4. La ligne 3 ira jusqu'au port également.

### Vers Saint-Laurent-du-Var
La métropole présente un projet d'extension de la ligne 2 à son terminus au centre administratif où le tramway passera au-dessus du Var pour rejoindre son nouveau terminus situé à la mairie de Saint-Laurent-du-Var,. Ce projet, estimé à quarante millions d'euros, est présenté sous la forme d'un tramway aérien de 800 m de long pour une mise en service prévue en 2025.
Une concertation publique a lieu du 30 septembre au 29 octobre 2021 pour présenter le projet sous forme de téléphérique par câble.
|  |   |  | Station                        | Correspondances |
|  | - |  | ------------------------------ | --------------- |
|  | x |  | Mairie de Saint-Laurent-du-Var |                 |

Note

### Vers Monaco
Une réflexion est en cours, afin de prolonger la ligne 2 du tramway, au delà du terminus oriental actuel du port Lympia, en direction de la principauté de Monaco. Elle permettrait d'avoir une seconde ligne ferroviaire entre la métropole de Nice Côte d'Azur et Monaco, et d'être une alternative au réseau TER PACA.